# St. Katharina von Siena (Fällanden)

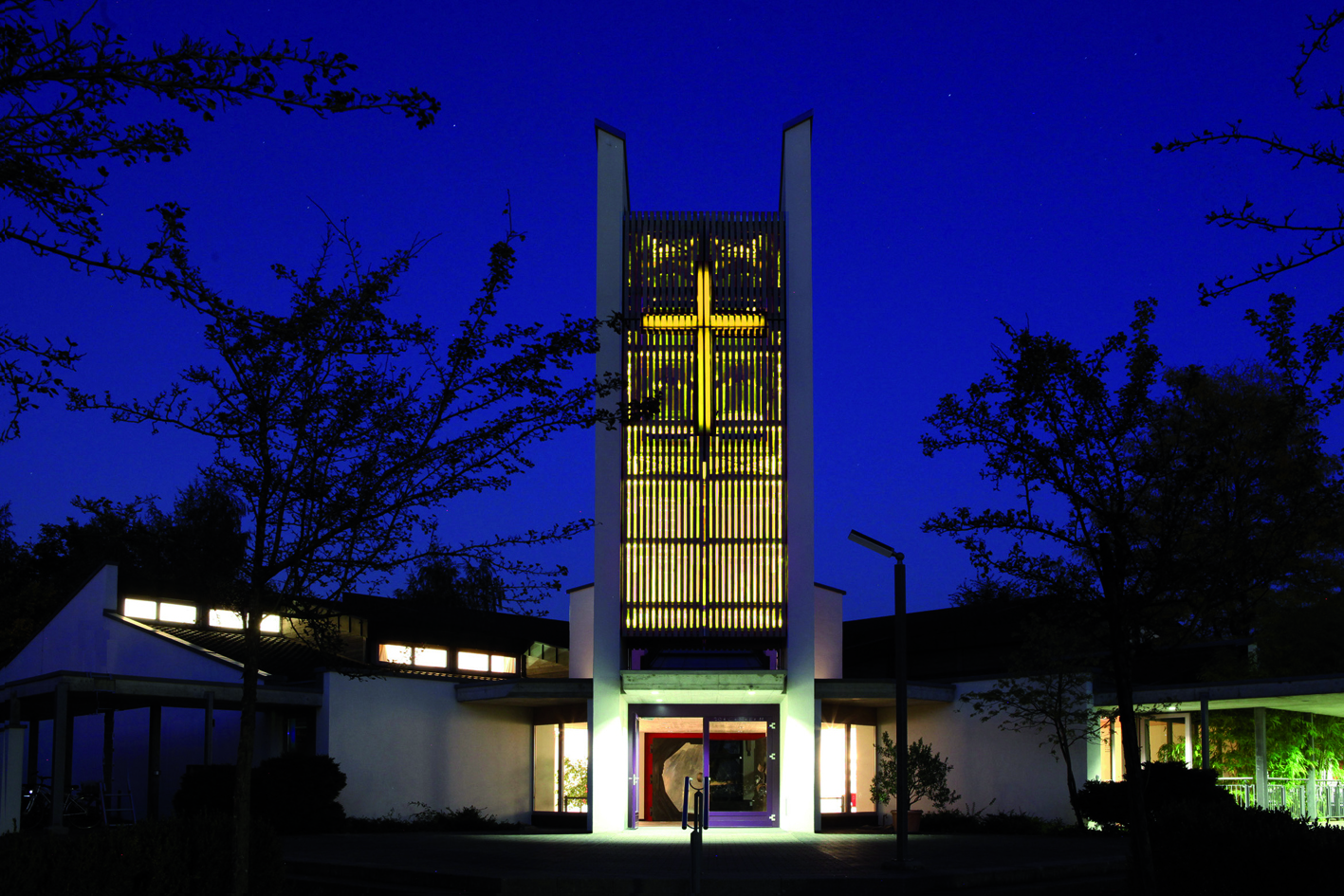
Kirche St. Katharina von Siena Fällanden bei Nacht

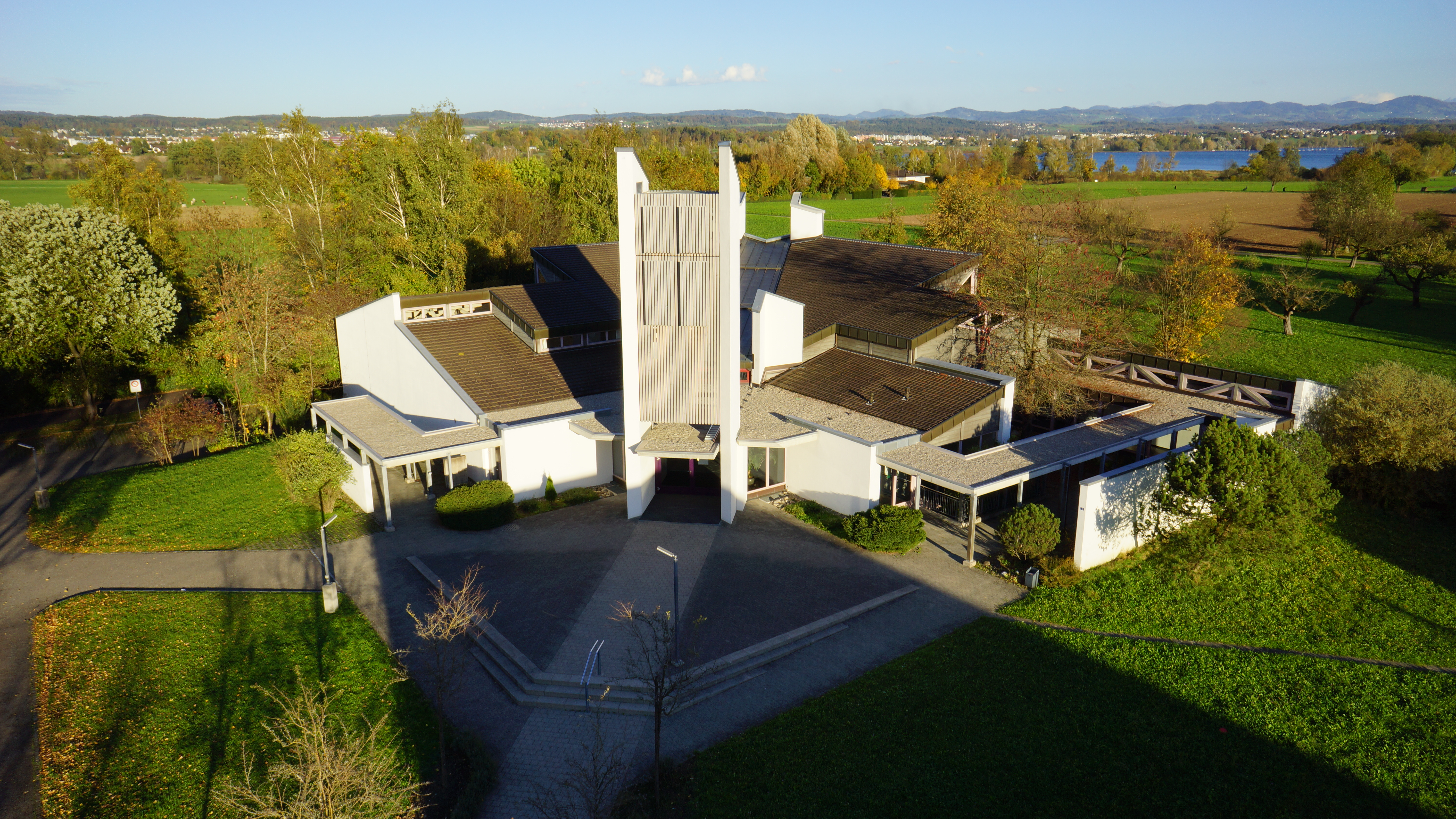
Ansicht von Süden

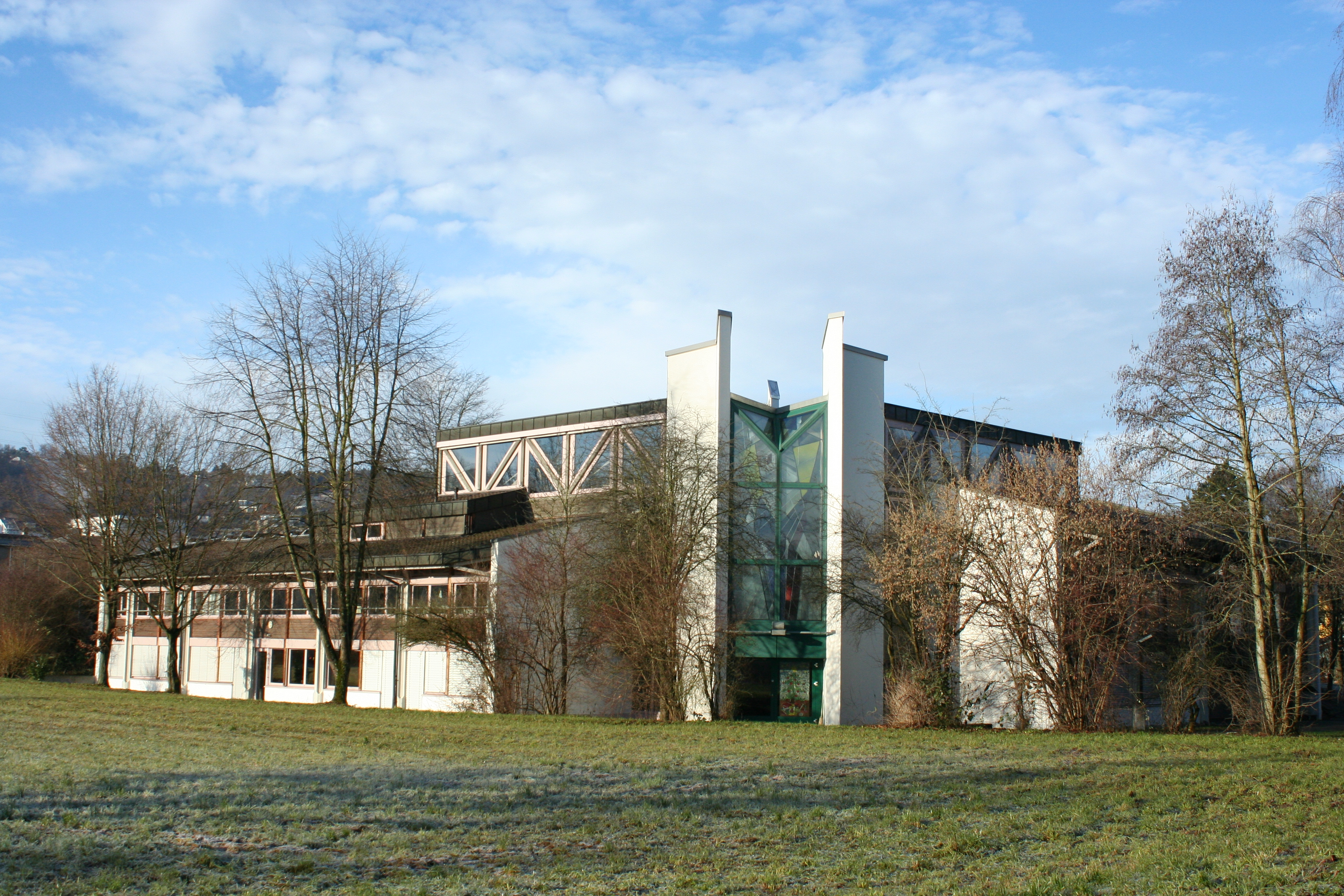
Ansicht von Osten

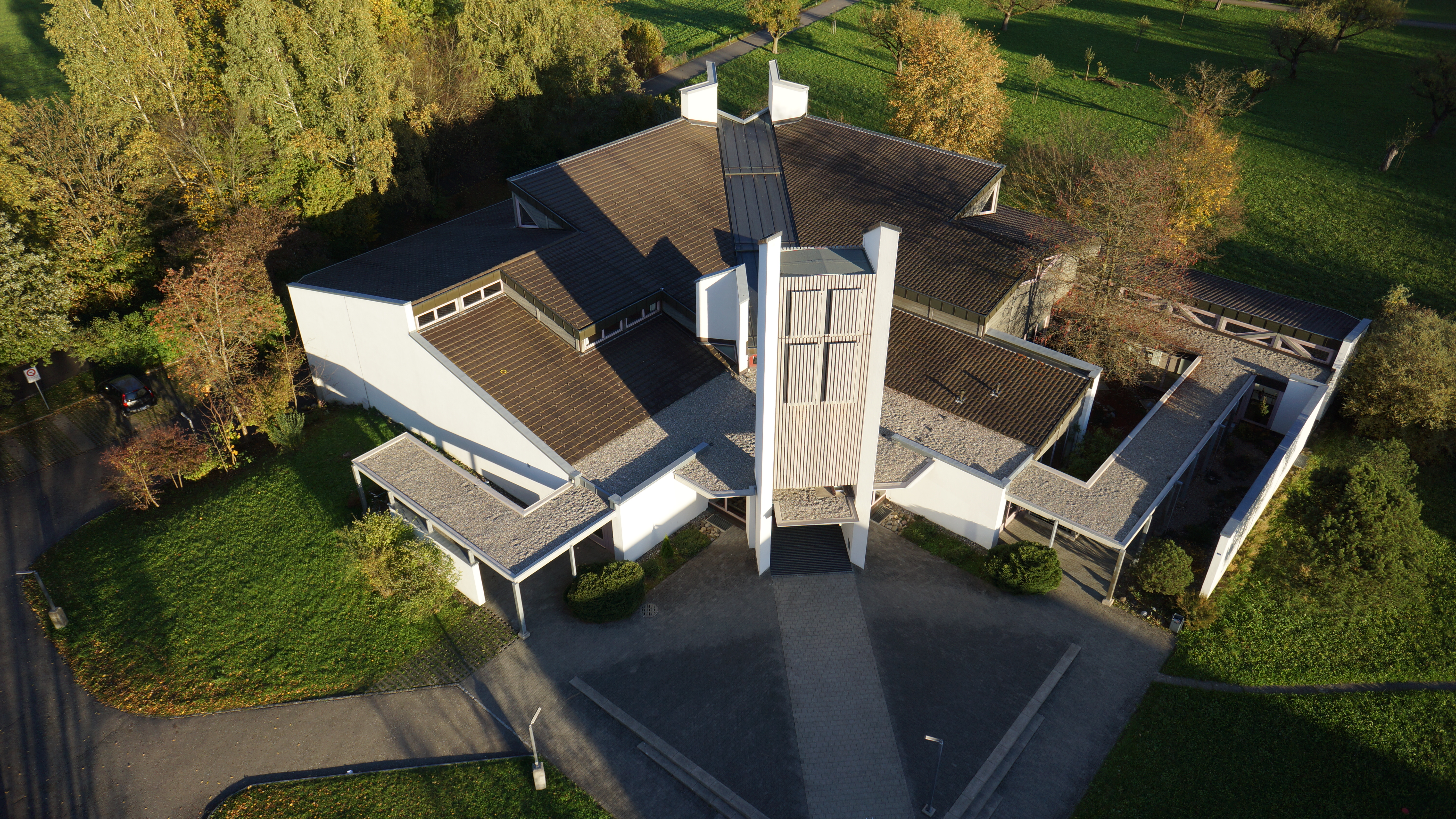
Luftbild

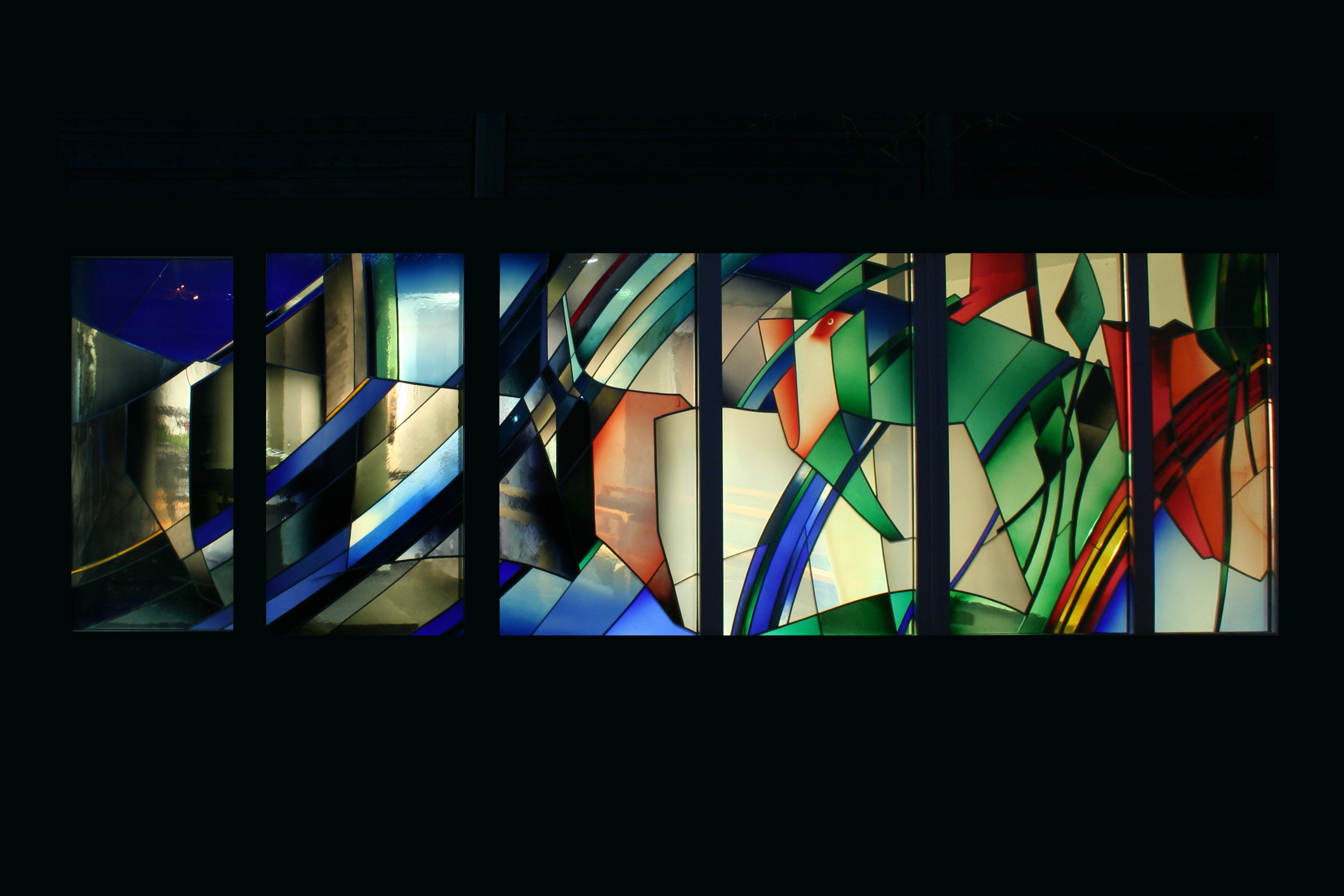
Das Schöpfungsfenster

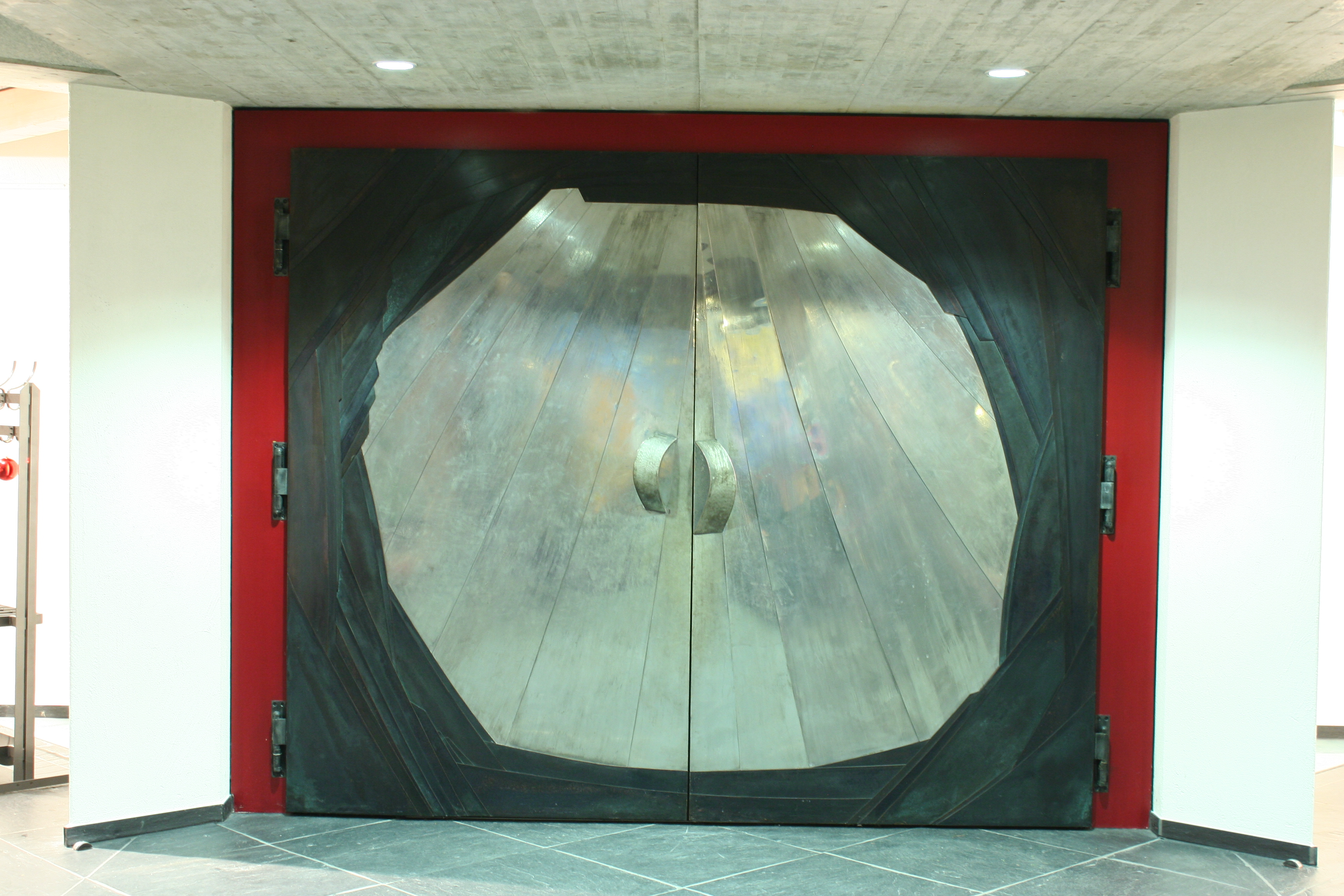
Das Kirchenportal

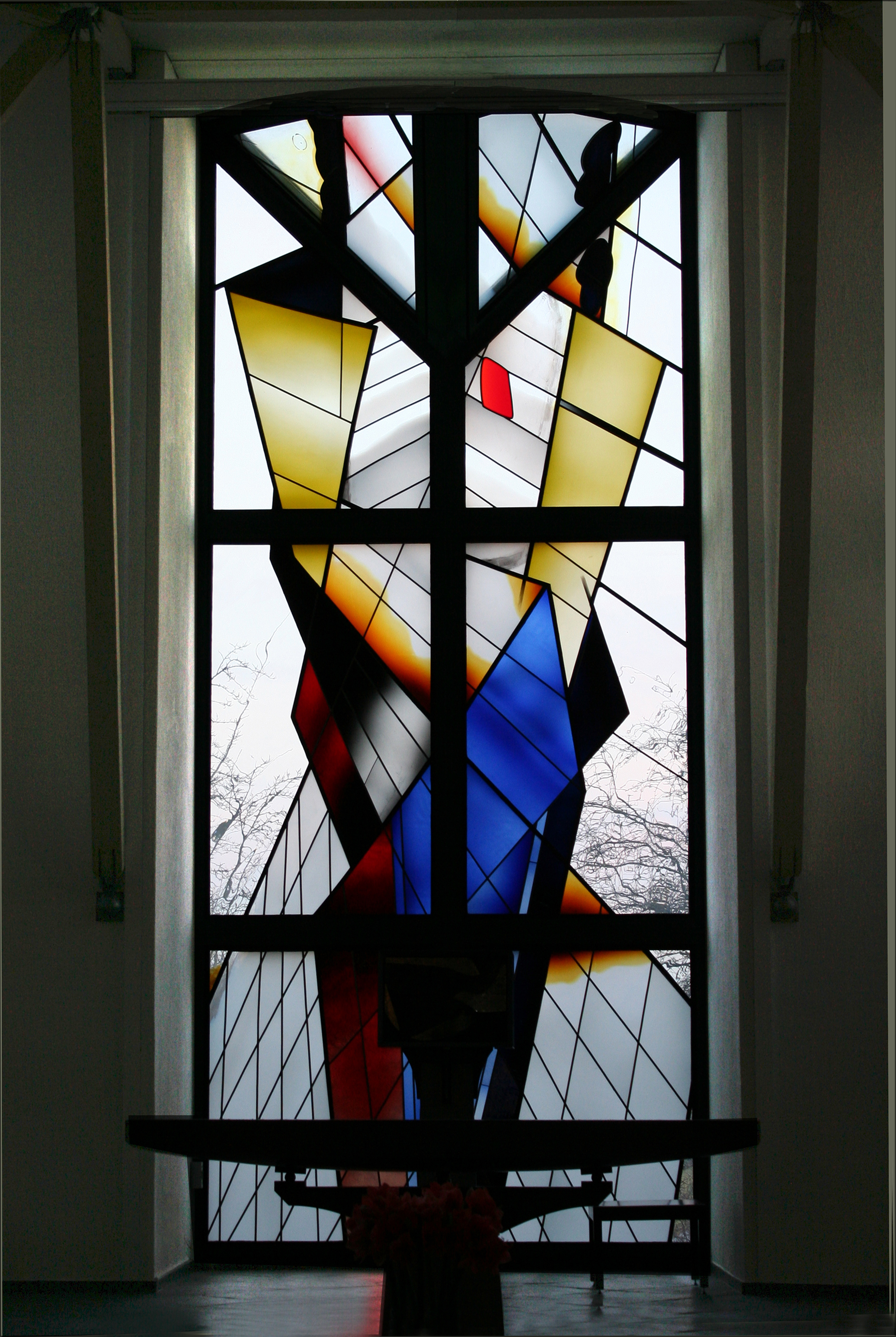
Grosses Fenster hinter dem Altar

Die Kirche St. Katharina von Siena ist die römisch-katholische Pfarrkirche von Fällanden. Das dazugehörige Pfarreivikariat ist zuständig für das Dorf Fällanden und die beiden ehemaligen Hofsiedlungen Benglen und Pfaffhausen. Es handelt sich um die einzige Kirche, die im Bistum Chur der Mystikerin und Kirchenlehrerin Katharina von Siena (* 25. März 1347 in Siena; † 29. April 1380 in Rom) geweiht wurde.

## Geschichte

### Vorgeschichte
Das Fraumünster, das zusammen mit dem Grossmünster die beiden grossen, in der Stadt Zürich gelegenen geistlichen Stifte darstellte, war in Fällanden im 9. und 10. Jahrhundert zu grossem Besitz an hörigen Leuten, grundherrlichen Rechten sowie Grund und Boden gekommen. Dem Grossmünsterstift standen in dieser Zeit in Fällanden zwar nur einige kleinere Güter, dafür aber umso grössere Teile des Zehnten zu. Archäologische Grabungen belegen in Fällanden um das Jahr 810 den Bau einer ersten Feldkapelle, welche im Jahr 1271 erstmals urkundliche Erwähnung fand. Diese Kirche wurde im Jahr 1371 gegen den Westen um eine Eingangspartie erweitert und im Jahr 1428 gegen Osten mit einem neuen Chor ergänzt. Im Jahr 1488 fand eine umfangreiche Sanierung mit dem Einbau des Chorgestühls statt. Seit dieser Zeit prägte die Kirche mit dem rotgeschindelten Dachreiter das Dorfbild. Im Rahmen der Reformation in Zürich wurde im Zürichbiet nach 1523 der katholische Gottesdienst verboten und die Kirche Fällanden für reformierte Gottesdienste verwendet. Aus diesem mittelalterlichen Kirchenbau ist die heutige reformierte Kirche von Fällanden hervorgegangen.
Als im Jahr 1807 in Zürich die Tagsatzung stattfand, kam es zum sogenannten Toleranzedikt, das erstmals wieder katholische Gottesdienste gestattete, allerdings örtlich beschränkt. Ab 1833 durften im Fraumünster Zürich katholische Gottesdienste gefeiert werden. 1842 wurde den in Zürich lebenden Katholiken die Augustinerkirche zur Verfügung gestellt. Als am 8. Juni 1873 die Zürcher Katholiken gegen das Unfehlbarkeitsdogma protestierten, traten sie mehrheitlich zur neu gegründeten christkatholischen Kirche über, wodurch die in der römisch-katholischen Kirche Verbliebenen eine neue Kirche bauen mussten. So entstand im Jahr 1874 die Kirche St. Peter und Paul in Zürich-Aussersihl, welche zur römisch-katholischen Mutterpfarrei der Stadt und Region Zürich wurde, zu der auch Fällanden mit Pfaffhausen und Benglen gehören. Von St. Peter und Paul Zürich-Aussersihl aus entstand die Pfarrei Herz Jesu Zürich-Oerlikon im Jahr 1894, von der die spätere Pfarrei Maria Frieden in Dübendorf gegründet wurde. Im Jahr 1897 fand in Dübendorf der erste katholische Gottesdienst seit der Reformation statt, zunächst im Tanzsaal des Restaurants Kreuz. 1902 erwarb die katholische Pfarrei eine an der Wilstrasse gelegene ehemalige Sennhütte, die 50 Jahre lang als Pfarrhaus und Notkapelle diente. Die Kapelle wurde am 21. Dezember 1902 geweiht. Im Jahr 1904 wurde Dübendorf zum Pfarrrektorat und am 7. Dezember 1926 zur Pfarrei erhoben und von Herz Jesu Zürich-Oerlikon abgetrennt. Als nach dem Zweiten Weltkrieg die Einwohner- und Katholikenzahl weiter anstieg, wurde ein Neubau in Dübendorf nötig. Die Grundsteinlegung der Kirche fand am 27. August 1950 statt, und am 27. April 1952 weihte der Bischof von Chur Christian Caminada die Kirche zu Ehren Marias, der Königin des Friedens.

### Entstehungs- und Baugeschichte
Seit der Errichtung der Seelsorgestation in Dübendorf im Jahr 1902 wurden die Katholiken von Fällanden wie auch diejenigen von Schwerzenbach von Dübendorf aus betreut. Pfaffhausen dagegen gehörte zunächst zur Pfarrei St. Anton in Zürich-Hottingen und ab 1957 zur neu gegründeten Pfarrei Maria Krönung in Zürich-Witikon. Als in den 1960er und 1970er Jahren in der Region Zürich eine rege Bautätigkeit einsetzte, stieg auch die Anzahl der Katholiken in Fällanden und Pfaffhausen. In Benglen, das nur aus wenigen Bauernhöfen bestand, wurden ab den 1970er Jahren Wohnhäuser und Einfamilienhaussiedlungen errichtet, wodurch auch dort etliche Katholiken zuzogen. Diese baulichen Aktivitäten veranlassten die Kirchgemeinde Dübendorf, im Jahr 1966 Land für den Bau der heutigen Kirche in Fällanden zu erwerben. Die Realisierung der Kirche liess jedoch noch 25 Jahre auf sich warten. Dafür kaufte die Kirchgemeinde Dübendorf im Jahr 1973 in Benglen Räumlichkeiten im dortigen Quartierzentrum, welche fortan für kirchliche Zwecke benutzt wurden. Insgesamt jedoch empfanden die Katholiken von Fällanden, Benglen und Pfaffhausen die Situation als unbefriedigend, weshalb in den 1970er Jahren engagierte Katholiken dieser drei Orte eine Gruppierung bildeten, welche sich für eine Verbesserung der pastoralen Situation einsetzte. Eine Kontaktgruppe erstellte einen erläuternden Bericht über die Pastoration der drei Orte und nahm in Rücksprache mit den Pfarreien Maria Krönung Zürich-Witikon und Maria Frieden Dübendorf mit dem Generalvikariat Zürich und der Leitung des Bistums Chur Kontakt auf. Am 13. März 1975 sprach die Kontaktgruppe bei Bischof Johannes Vonderach vor und deponierte den Wunsch nach einer eigenen Pfarrei. Der Bischof reagierte rasch und ernannte Fällanden bereits per 1. September 1975 zum Pfarrvikariat, zugehörig zur Pfarrei Maria Frieden Dübendorf. Dem Pfarrvikariat Fällanden wurden auch Benglen und Pfaffhausen zugeteilt, womit Pfaffhausen von der Pfarrei Maria Krönung Witikon abgetrennt wurde. Der Bischof setzte einen Seelsorger für das neu gegründete Pfarrvikariat ein, welcher vor Ort Wohnsitz nahm und in Rücksprache mit der Pfarrei Maria Frieden die Seelsorge für Fällanden, Benglen und Pfaffhausen aufbaute. Da in Fällanden zu dieser Zeit noch keine eigene Kirche vorhanden war, wurden die Gottesdienste in Fällanden in der Friedhofskapelle Zil abgehalten. In Pfaffhausen fanden in den ersten Jahren Gottesdienste im Schulhaus Bommern statt, in Benglen im Mehrzweckraum des Schulhauses Buechwis. Um die Entwicklung des Pfarrvikariates voranzubringen, wurde in den Jahren 1990–1992 in Fällanden durch die Architekten Peter Brader & Urs Nüesch die Kirche St. Katharina von Siena samt Pfarreizentrum errichtet. Am 12. Mai 1991 wurde die Kirche von Abt Dominikus Löpfe aus dem Kloster Muri-Gries geweiht. Im Jahr 2011 verkaufte die Kirchgemeinde die Räume in Benglen, da diese wegen des Pfarreizentrums und der Kirche in Fällanden nicht mehr gebraucht wurden. In den Jahren 2022–23 wurde die Kirche energetisch saniert.
Die Kirchgemeinde Dübendorf, zu der Fällanden, Benglen und Pfaffhausen staatsrechtlich gehören, ist nach Winterthur und Uster mit 11'360 Mitgliedern (Stand 2021) die drittgrösste katholische Kirchgemeinde des Kantons Zürich.

### Namensgebung
Das Patrozinium der Kirche in Fällanden wurde basisdemokratisch bestimmt. Der Pfarreirat von Fällanden entschloss sich an der Sitzung vom 18. April 1985, der Bevölkerung vier Vorschläge zu unterbreiten und sie darüber abstimmen zu lassen. Hierzu wurden 1000 Karten zusammen mit dem Pfarrblatt versandt, wovon 112 Karten zurückkamen, die 252 Stimmen enthielten. Von den abgegebenen Stimmen entfielen 33 Stimmen auf den hl. Dominikus, 38 Stimmen auf Erlöser, 52 Stimmen auf den hl. Don Bosco und 122 Stimmen auf die hl. Katharina von Siena.

## Baubeschreibung

### Äusseres
Die Kirche befindet sich am östlichen Ortsrand von Fällanden und grenzt an das regional bedeutende, kantonale Naturschutzgebiet am Greifensee. Von der Sunnetalstrasse her kommend, führt ein gerader Weg von der Strasse hin zur Kirche St. Katharina von Siena. Das Kirchengebäude wird von Sattel- und Giebeldächern abgeschlossen und ist als Übergang zum Naturschutzgebiet bewusst niedrig gehalten. Der Glockenturm überragt das Kirchengebäude und gibt der Breite des Gebäudes ein vertikales Gegengewicht.

### Die drei Kirchtürme

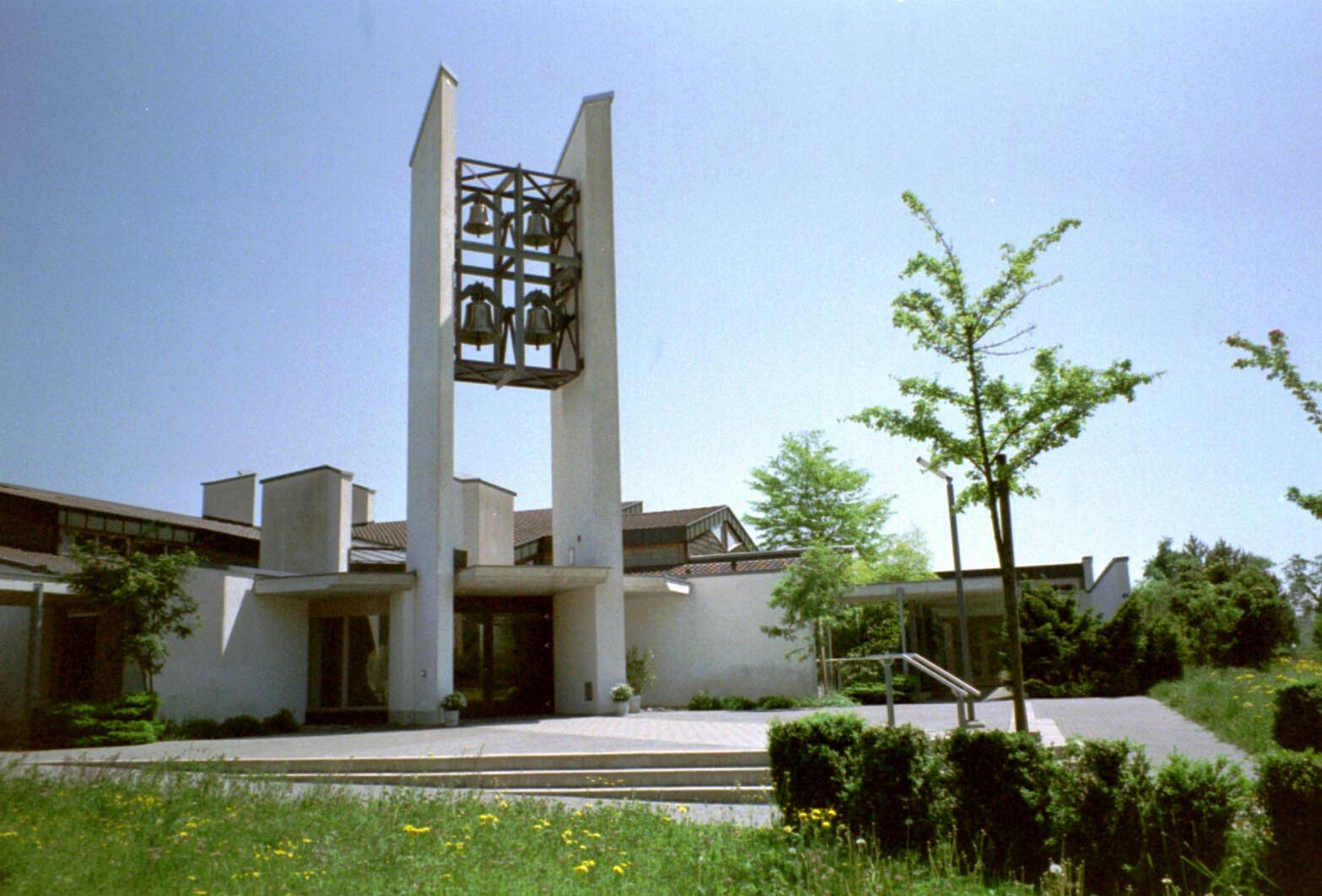
Offener Glockenturm 1992–2012

Die Kirche steht auf der historischen Achse Orient – Okzident, was mit den beiden O im Symbol gekennzeichnet ist. Neben dem gut sichtbaren Glockenturm besitzt die Kirche zwei weitere den Kirchenraum fassende pfeilerartige Türme, welche in ihrer Gestaltung die Bauphilosophie der Architekten Peter Brader (Projektleitung) und Urs Nüesch aufnehmen. Die Türme liegen auf der Ost-West-Bahn der Sonne und versinnbildlichen die Zusammenhänge von Mass, Ton, Farbe und Zeit. Der mittlere Turm weist eine Höhe von 7,24 m auf, welche der Architekt Peter Brader vom Tagesrhythmus ableitete: 1 Tag = 86'400 Sekunden, diese Grundlage als Schwingung 25-mal oktaviert, ergibt den Ton G mit 388 Hertz. 65-mal oktaviert erscheint eine orangerote Farbe. Das Höhenmass errechnet sich vom Grundraster (2,56 mal 2,56 m) über die Diagonale 2,56 m mal Wurzel 2 × 2 = 7,24 m. Der Altarturm wurde vom Jahresrhythmus abgeleitet: 1 Jahr = 31'556'925,9747 Sekunden, diese Grundlage als Schwingung 32-mal oktaviert, ergibt den Ton Cis mit 136 Hertz. 74-mal oktaviert erscheint eine grüne Farbe. Das Höhenmass errechnet sich mit dem Tagesturm: G : Cis 45⁄32 = Tritonus. Höhe Tagesturm von 7,24 mal 45⁄32 = 10,18 m. Der Glockenturm schliesslich wird vom platonischen Jahr abgeleitet. 1 platonisches Jahr = 25'920 Jahre, diese Grundlage als Schwingung 47-mal oktaviert, ergibt den Ton F mit 127 Hertz. 89-mal oktaviert erscheint Ultraviolett. Das Höhenmass errechnet sich im Zusammenhang mit dem Tagesturm: G : f 9⁄5 = Kleine Septime. Höhe Tagesturm von 7,24 mal 9⁄5 = 13,03 m.
Im Jahr 2012 wurde der ursprünglich offene Glockenturm eingehaust. Die Holzverkleidung besitzt eine LED-Beleuchtung, die nachts je nach Phase des Kirchenjahres in den liturgischen Farben Grün, Rot, Violett, Rosa und Gelb den transparenten Turm dezent ausleuchtet.
| Nummer | Gewicht | Durchmesser | Ton | Widmung             | Inschrift |
| ------ | ------- | ----------- | --- | ------------------- | --- |
| 1      | 688 kg  | 108 cm      | g   | Jesus Christus      | «PAX DOMINI SIT SEMPER VOBISCUM» = «Der Friede sei mit euch»                                                    |
| 2      | 499 kg  | 96 cm       | a   | Muttergottes        | «SANCTA MARIA, MATER DEI, ORA PRO NOBIS PECCATORIBUS» = «Heilige Maria, bitte für uns Sünder»                   |
| 3      | 279 kg  | 80 cm       | c2  | Katharina von Siena | «SANCTA KATHARINA, PATRONA ECCLESIAE, ORA PRO NOBIS» = «Heilige Katharina, Patronin der Kirche, bitte für uns»  |
| 4      | 211 kg  | 72 cm       | d2  | Bruder Klaus        | «NICOLAUS DE FLUE PATER PATRIEAE PROMOTOR PACIS» = «Nikolaus von Flüe, Vater der Heimat, Förderer des Friedens» |

### Innenraum und künstlerische Ausstattung

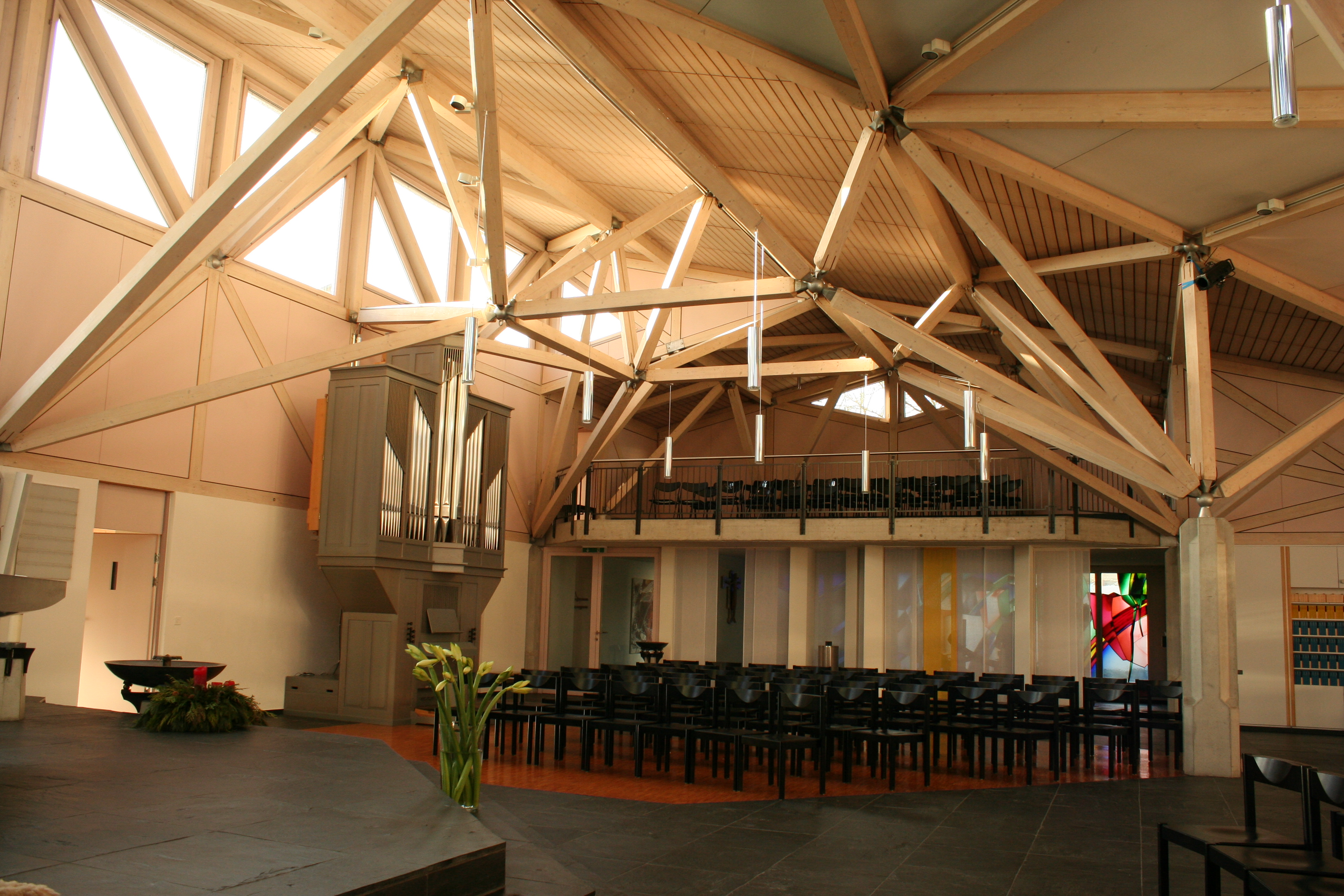
Innenansicht

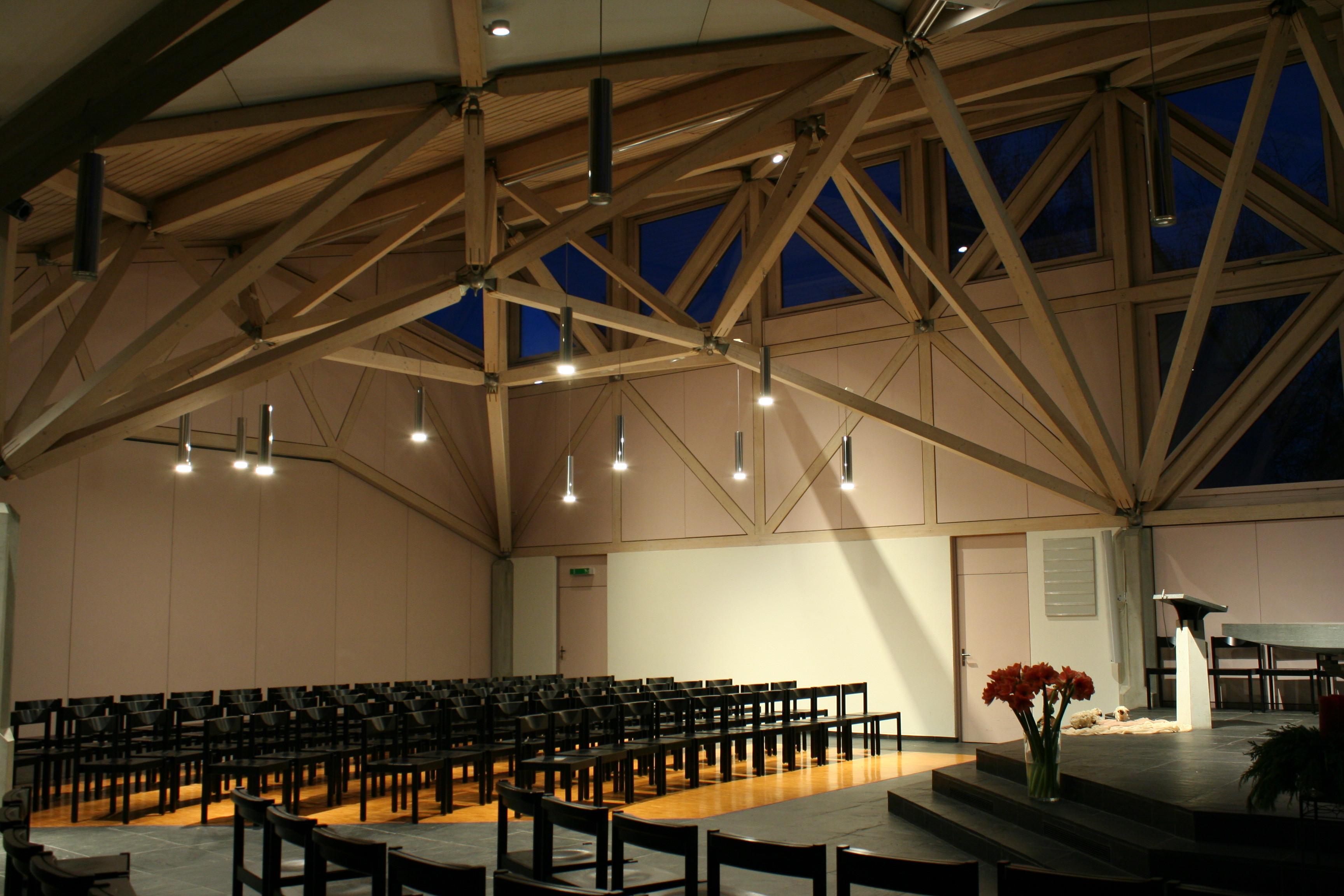
Innenansicht bei Nacht

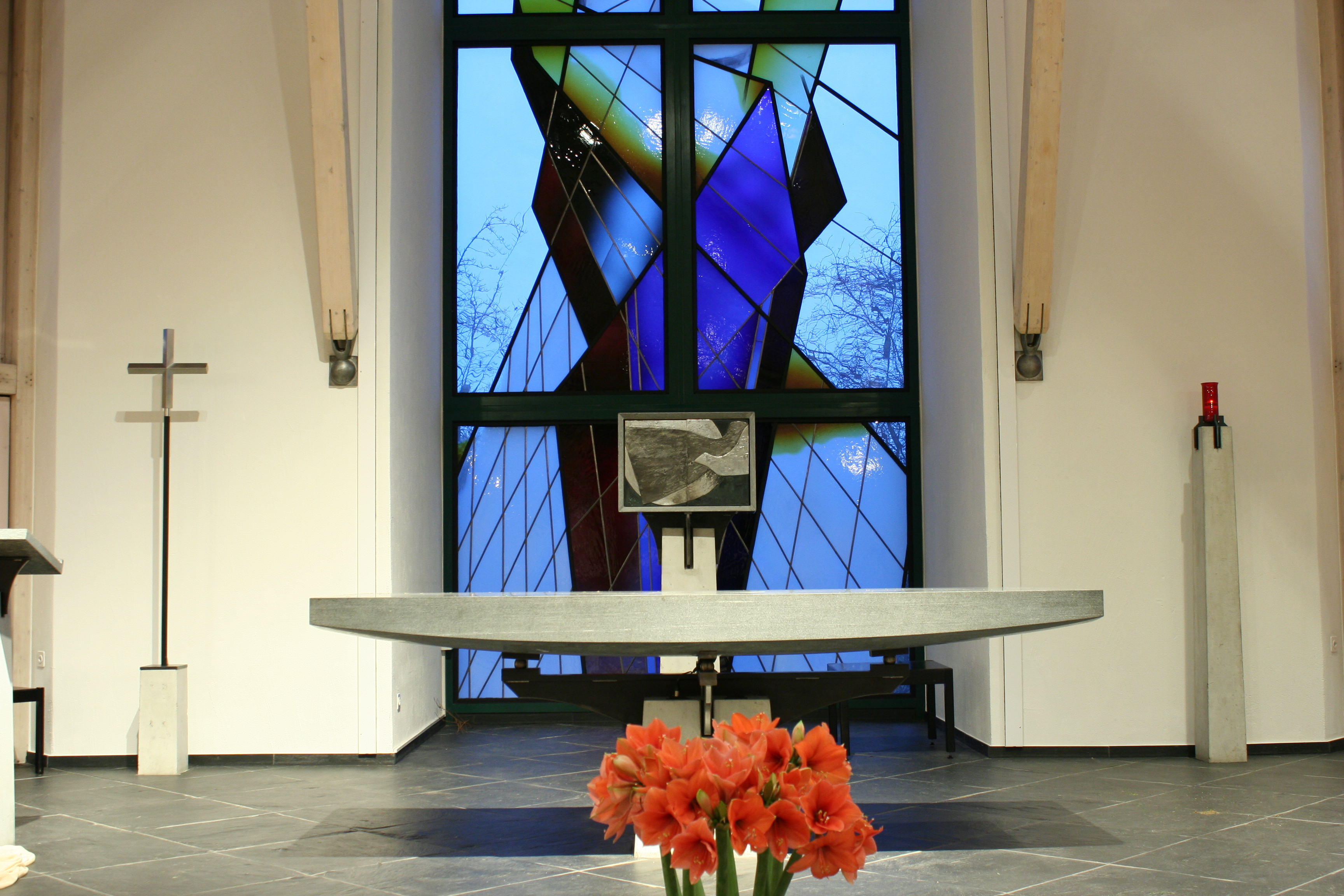
Der Altar

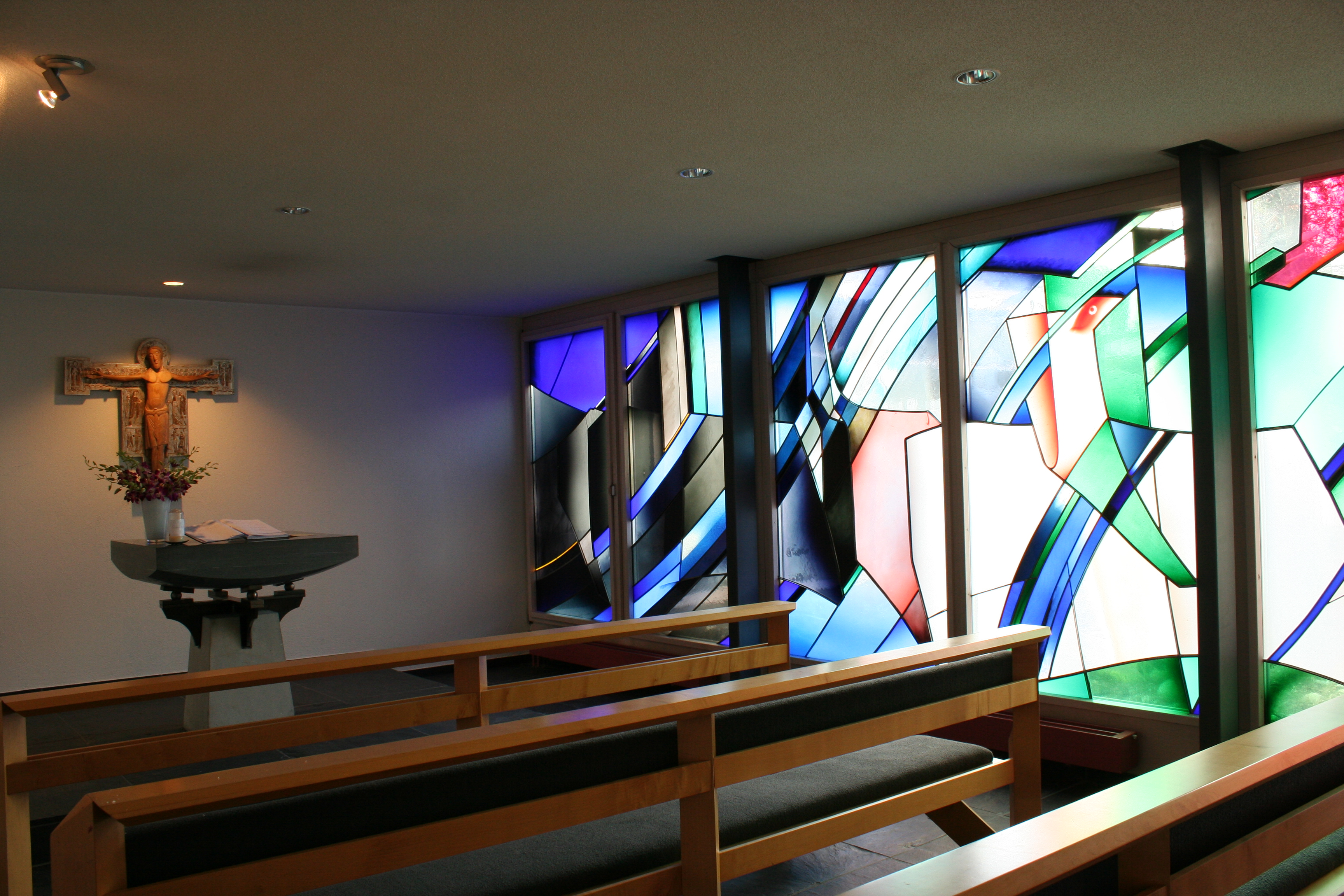
Kapelle

Das Pfarreizentrum umfasst Kirche, Saal, Büro- und Gemeinschaftsräume, wobei das Untergeschoss durch eine leichte Überhöhung des Erdgeschosses kaum merklich im Erdreich eingebettet ist. Das Gebäude wurde auf dem menschlichen Schrittmass von 64 cm aufgebaut. Durch die Verdoppelung des Masses, musikalisch Oktavierung, entstand der Grundraster von 2,56 m. Das sprengwerkartige Raumfachwerk, aufgelagert auf einer bis 2,56 m über das Erdgeschossniveau reichenden Massivkonstruktion, überspannt als Dachkonstruktion den Kirchenraum, den Saal und verschiedene Annexbauten. Die seitlichen Abschlüsse sowie die Raumtrennungselemente bestehen aus ebenem Fachwerk, welches zugleich als Auflager des Raumfachwerks dient. Das Gesamtsystem besteht aus brettschichtverleimten Holzstäben, welche durch hochbelastbare Stahlkugelknoten mit gabelartigen Laschen und Passbolzen verbunden werden. Diese Konstruktion wurde 1991 mit dem Europäischen Holzleimbaupreis für Brettschichtholz-Konstruktion ausgezeichnet.

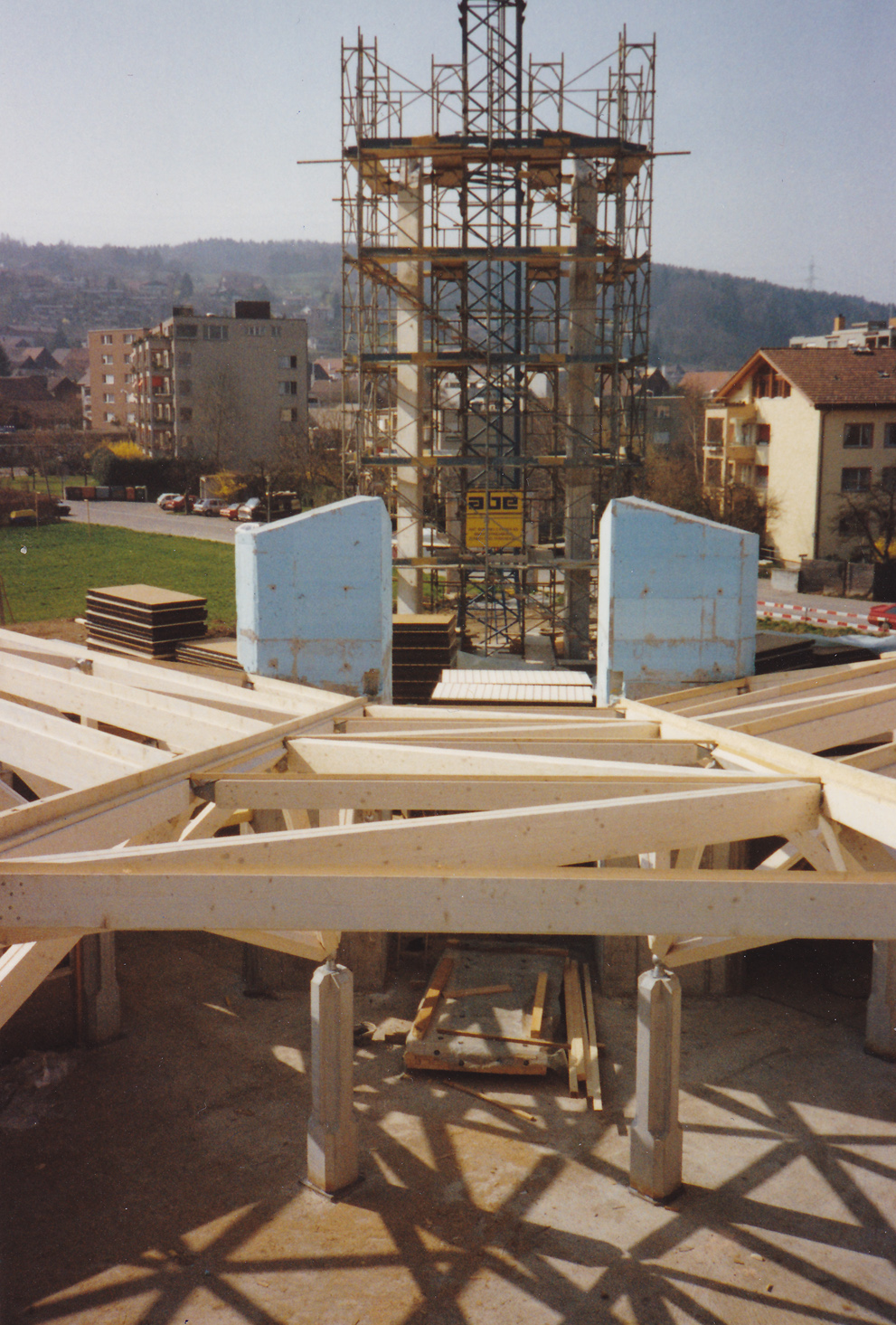
Rohbau des Turms
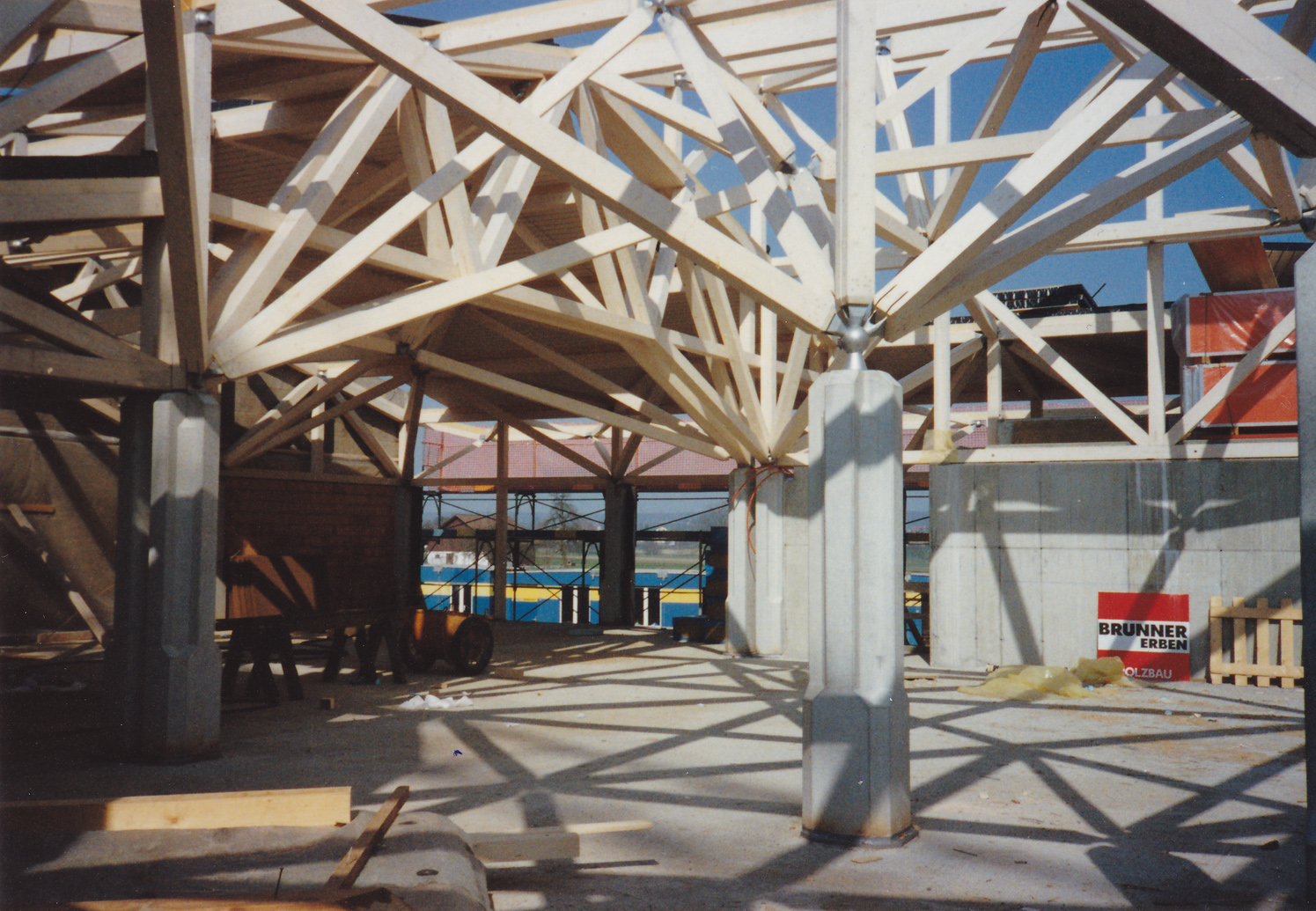
Rohbau der Dachkonstruktion
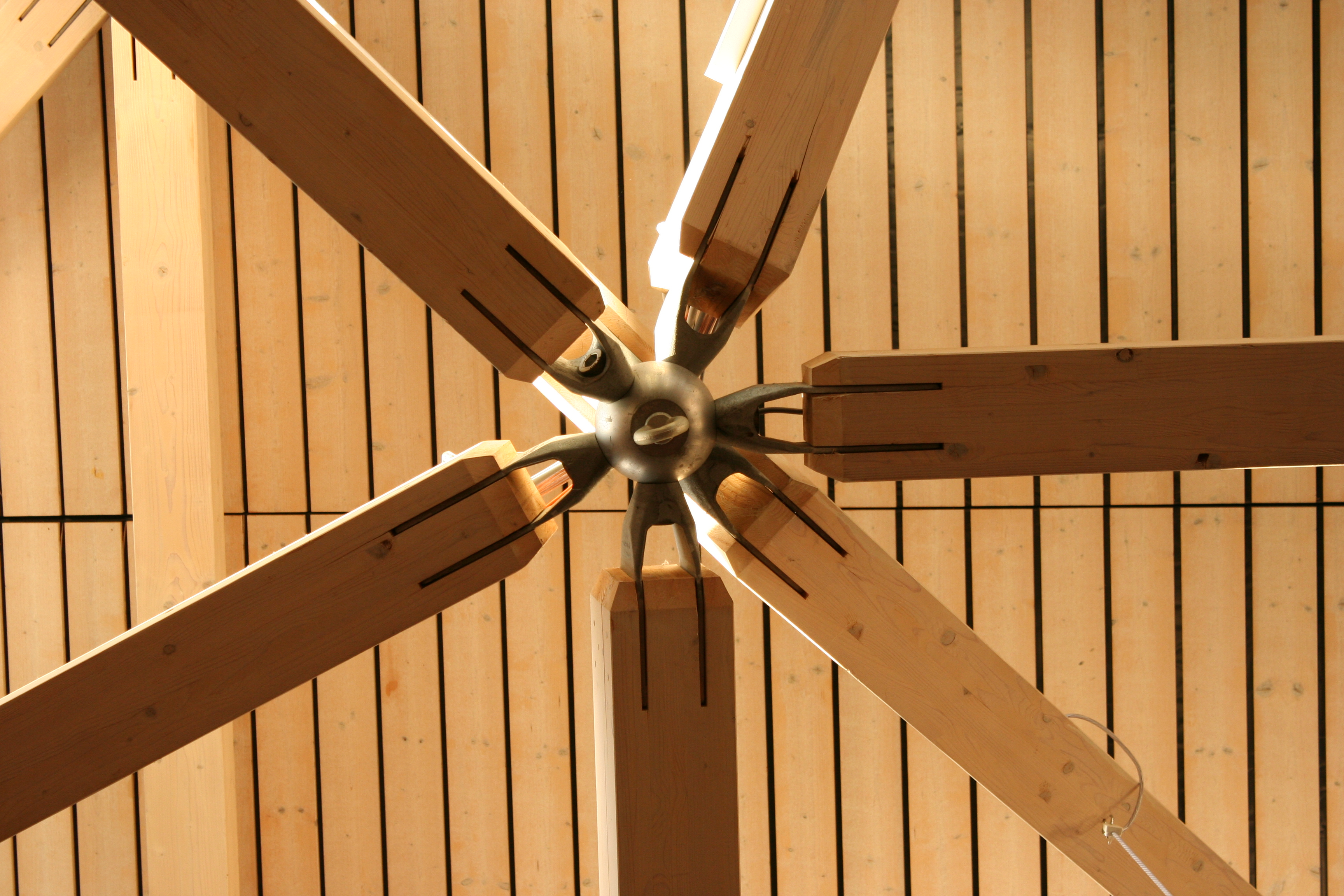
Stahlkugelknoten für das Raumfachwerk
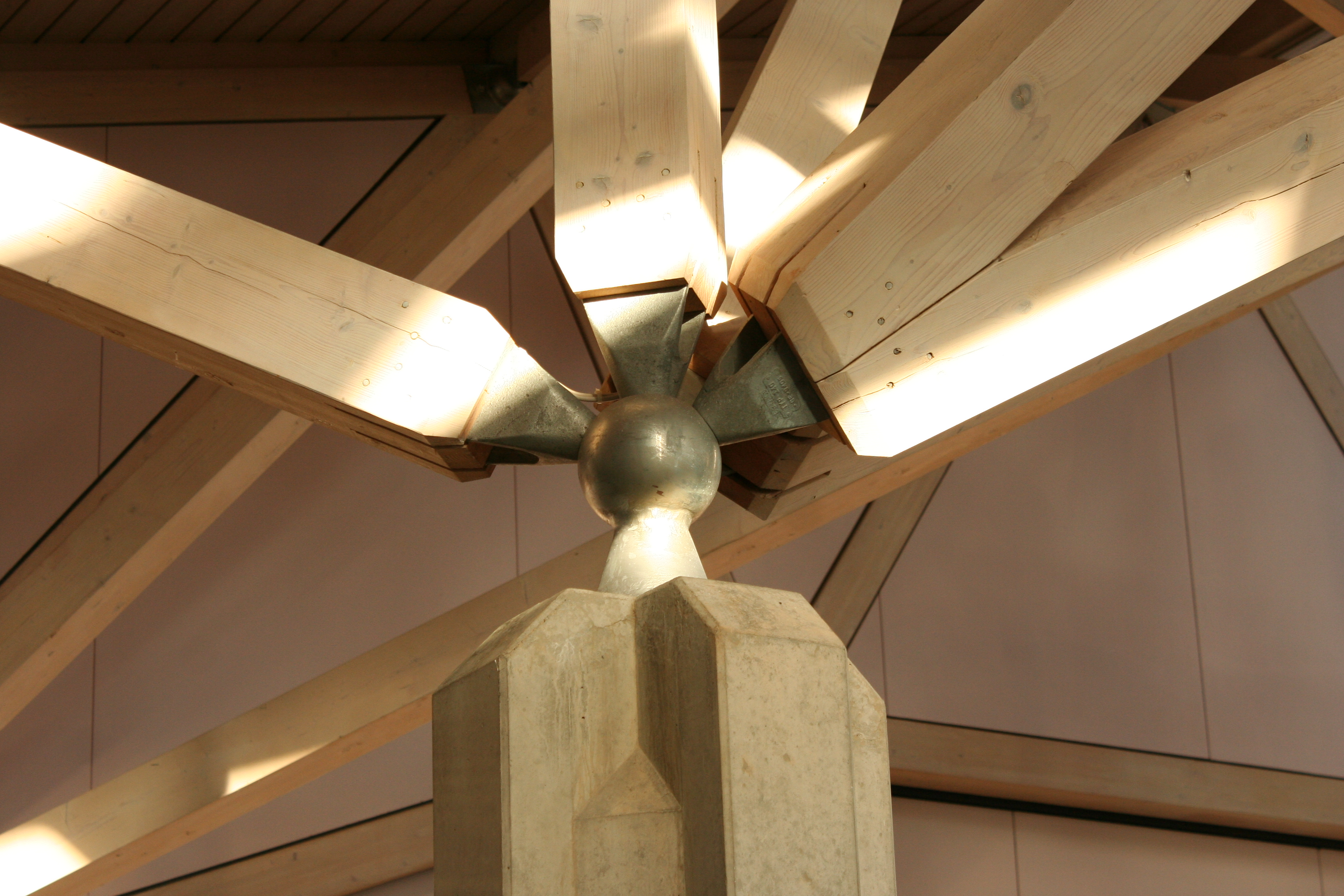
Säule für Dachkonstruktion
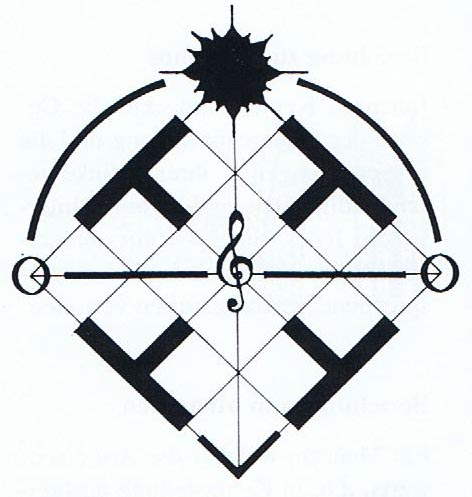
Historische Achse Orient–Okzident
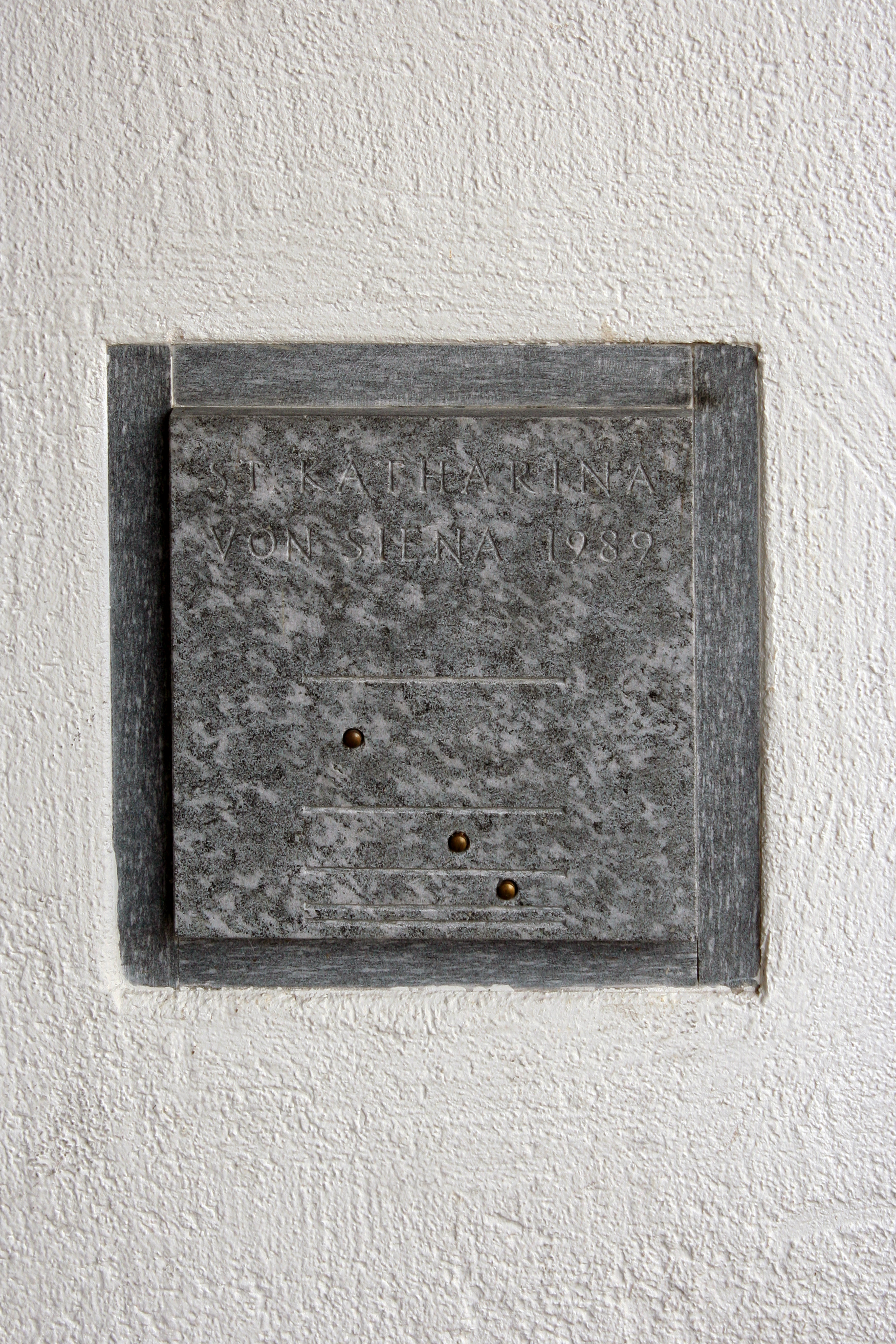
Der Grundstein

Von der Sunnetalstrasse her gelangt der Besucher auf geradem Weg unter dem Glockenturm hindurch ins Foyer des Gebäudes. Links schliesst sich der Saal, rechts der Abgang zum Untergeschoss an. Geradeaus führt ein vom Künstler Franco Giulio Giacomel gestaltetes Portal in den Kirchenraum hinein. Die Diagonale endet vor dem Altar der Kirche. Auf dem Eingangsportal zur Kirche ist ein Velum dargestellt, welches das Mysterium des Lammes (dargestellt am grossen Buntglasfenster hinter dem Altar) verdeckt. Öffnet man das Eingangsportal, gibt das Velum den Blick auf das Lamm Gottes frei.
Der Altarraum wurde von Peter Brader und Urs Nüesch konzipiert. Taufstein, Altar, Ambo und Tabernakel besitzen Sichtbetonsockel, auf denen Träger in rohem Stahl ruhen, auf denen sich die Altarplatte, das Tabernakelgehäuse sowie das Lesepult des Ambos aus poliertem Maggiagranit befinden. In der Werktagskapelle befindet sich ein weiterer, gleich gestalteter Altar. Die Massproproportionen der beiden Altäre wurden von der Obertonreihe des Tones G abgeleitet. Der Tabernakel besitzt Türen von Franco Giulio Giacomel. Diese zeigen eine silberne Heiliggeist-Taube, die sich rechts befindet; die zweite Taube, von links kommend, symbolisiert die menschliche Seele. Diese verbindet «sich im Empfang des Herrenleibes mit dem Göttlichen», so wie sich auf der Tabernakeltür die menschliche Taube mit der göttlichen vereint.
Der Votiv-Kerzenständer in der Werktagskapelle stammt vom Basler Künstler Ludwig Stocker. Der Kerzenständer basiert auf «harmonikalen Überlegungen und will durch Energielinien und Konzentrationspunkte Vermittler von Gebeten sein».
Die Deckengestaltung wurde von Peter Brader und Urs Nüesch konzipiert. Die Deckenplatten verbinden den Tages- und den Jahresturm, wobei die Farbgebung von Rottönen zum gelb- und blaufreien Grün ändert.
Im Jahr 2009 erhielt die Kirche ein Vortragekreuz und vier Altarkerzenständer, die von Josef Caminada geschaffen wurden. Im Jahr 2013 wurde die Beleuchtung der Kirche erneuert, sodass es nun möglich ist, alle für die Liturgie benötigten Lichteinstellungen zu schaffen. Am 2. November 2023 wurde von Carlo Acutis unter Anwesenheit seiner Mutter Antonia Salzano eine Reliquie in der Kapelle angebracht.

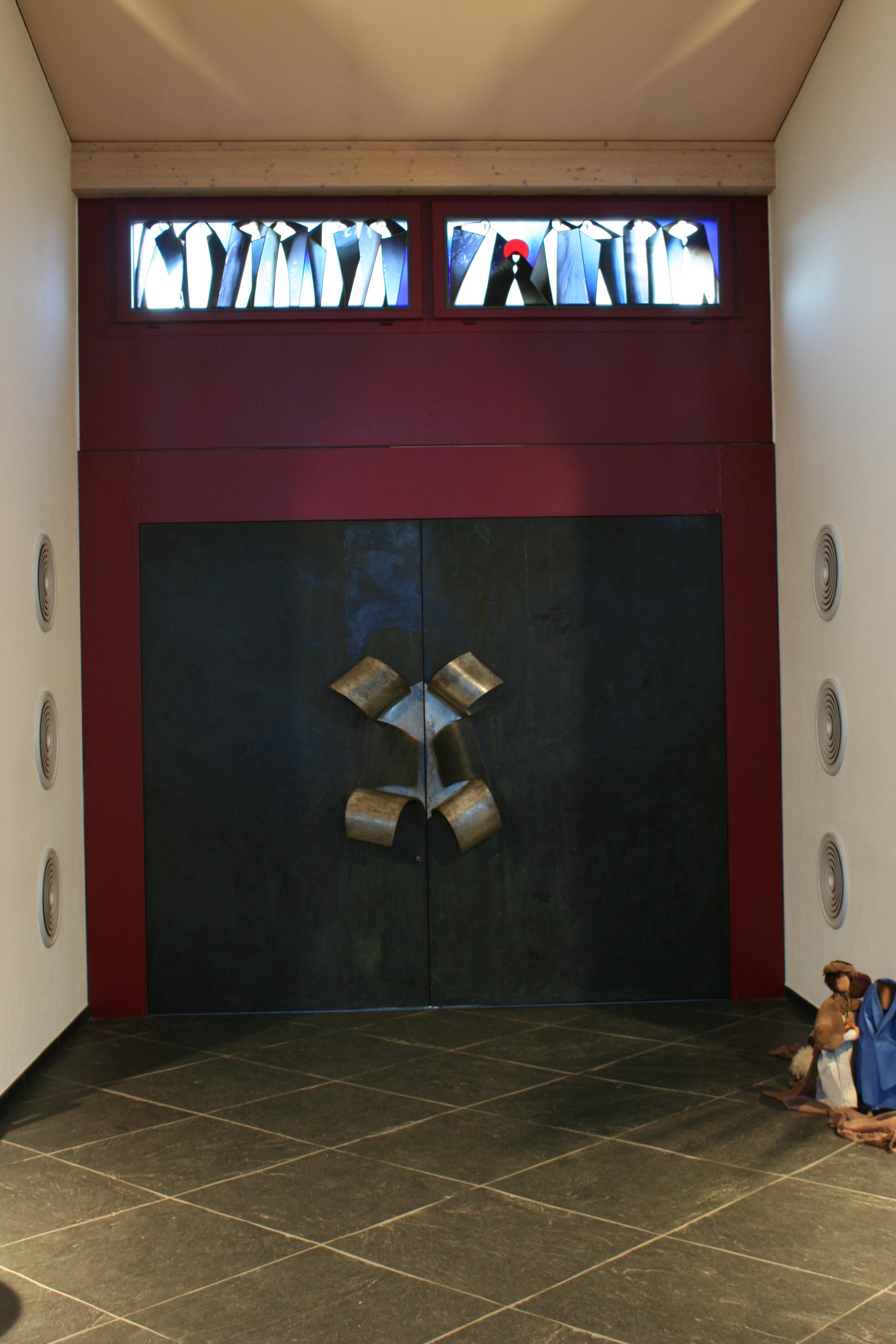
Portal von Franco Giulio Giacomel
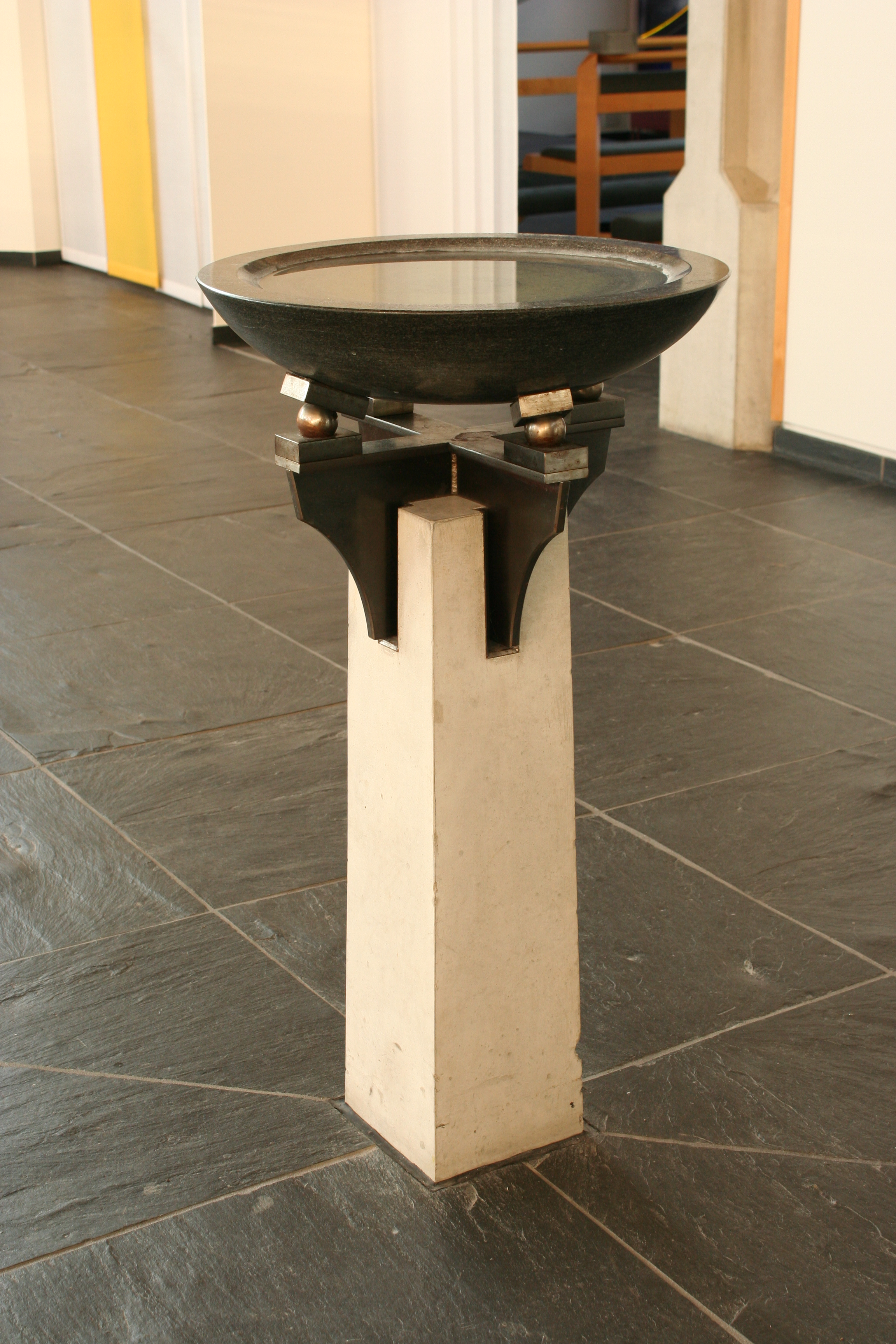
Weihwasserbecken von Peter Brader
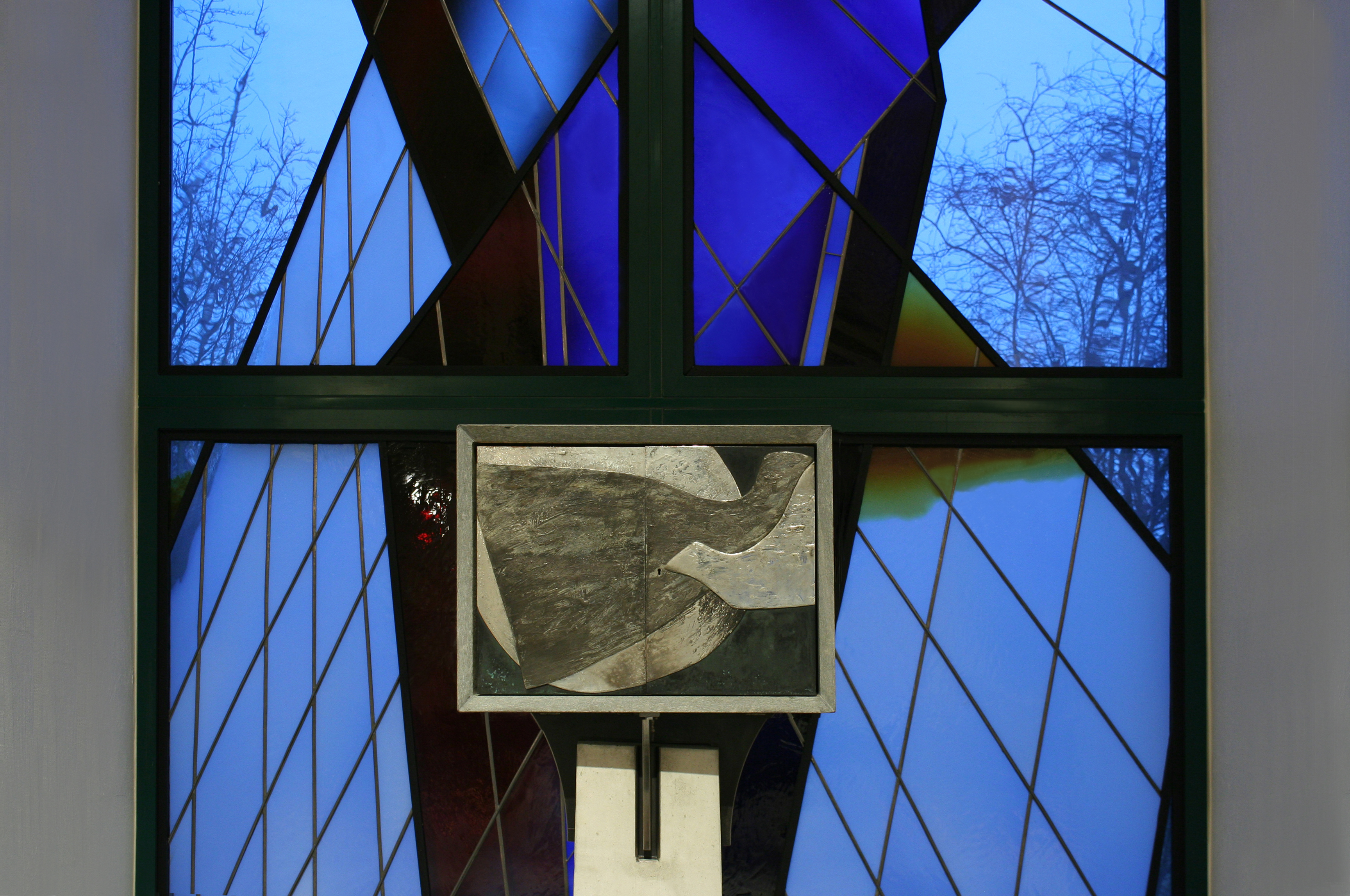
Tabernakel
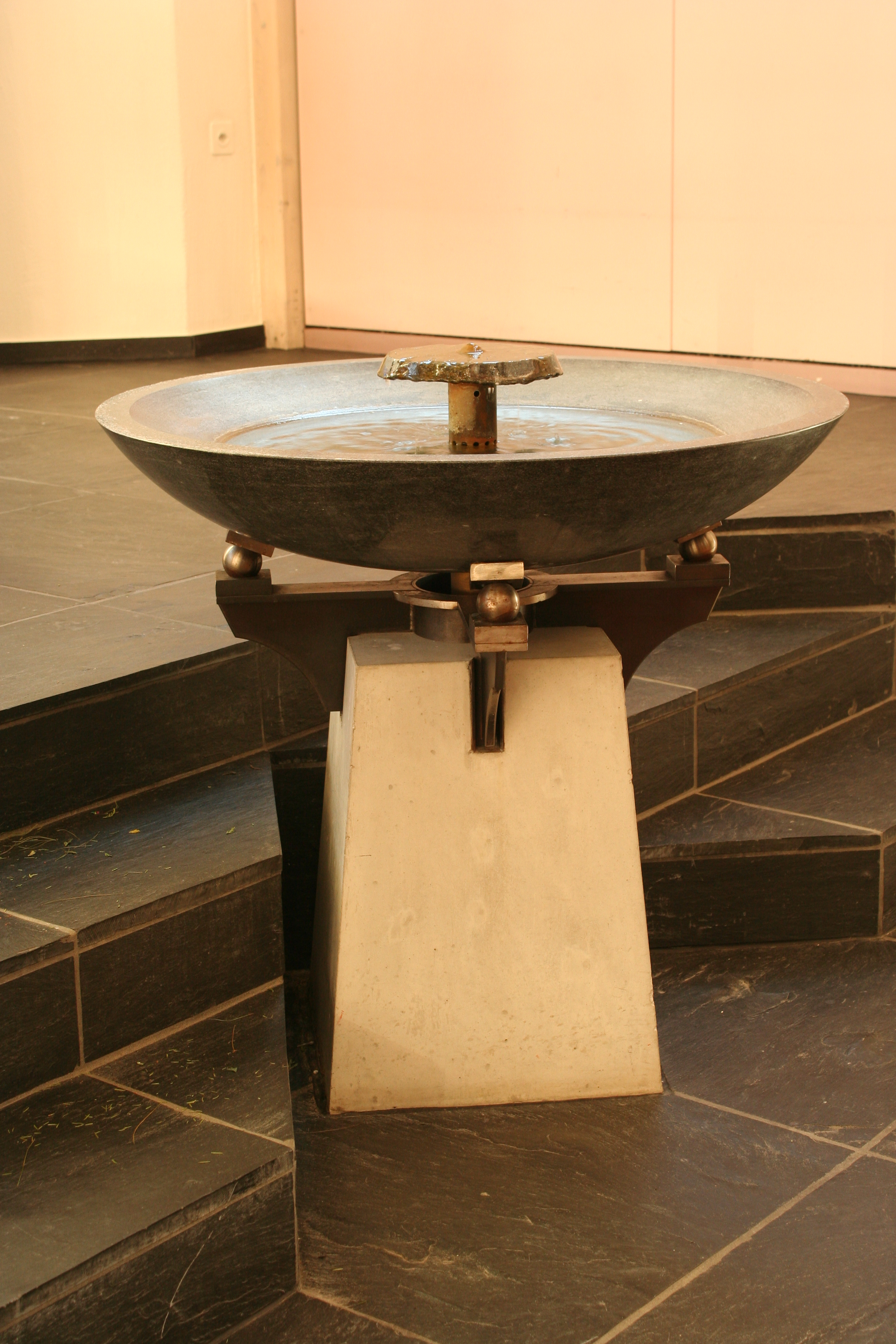
Taufbrunnen
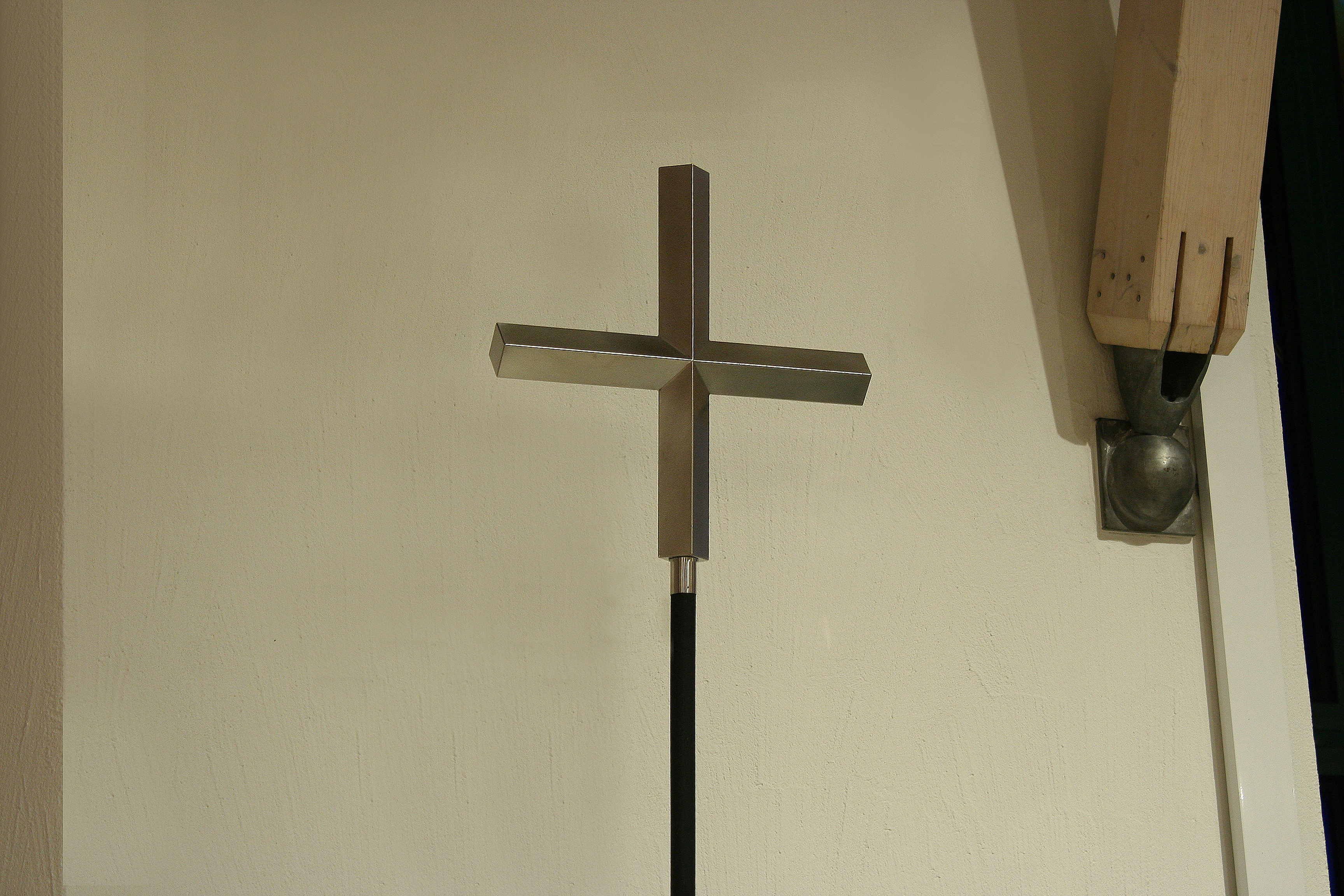
Vortragskreuz von Josef Caminada
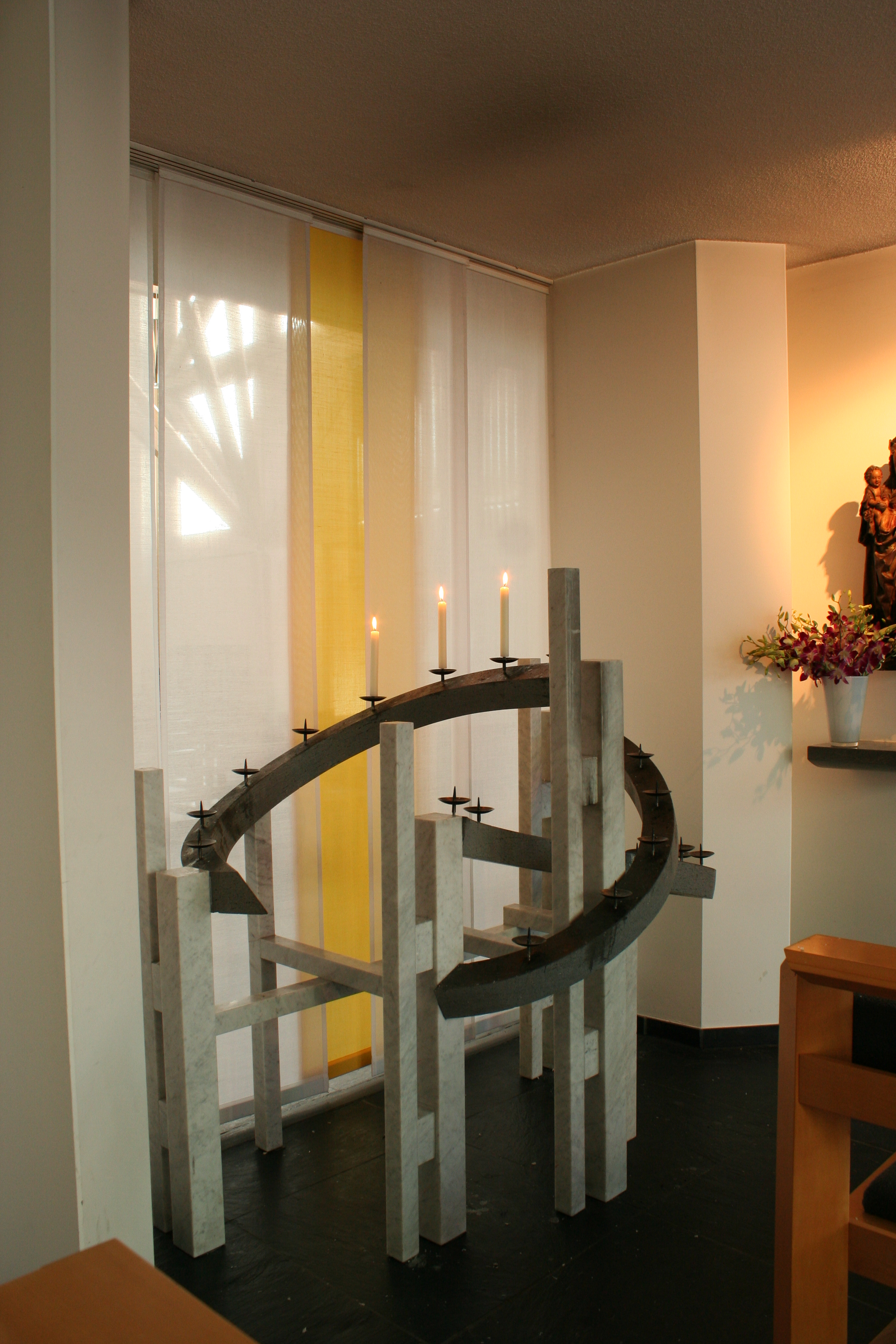
Kerzenständer von Ludwig Stocker
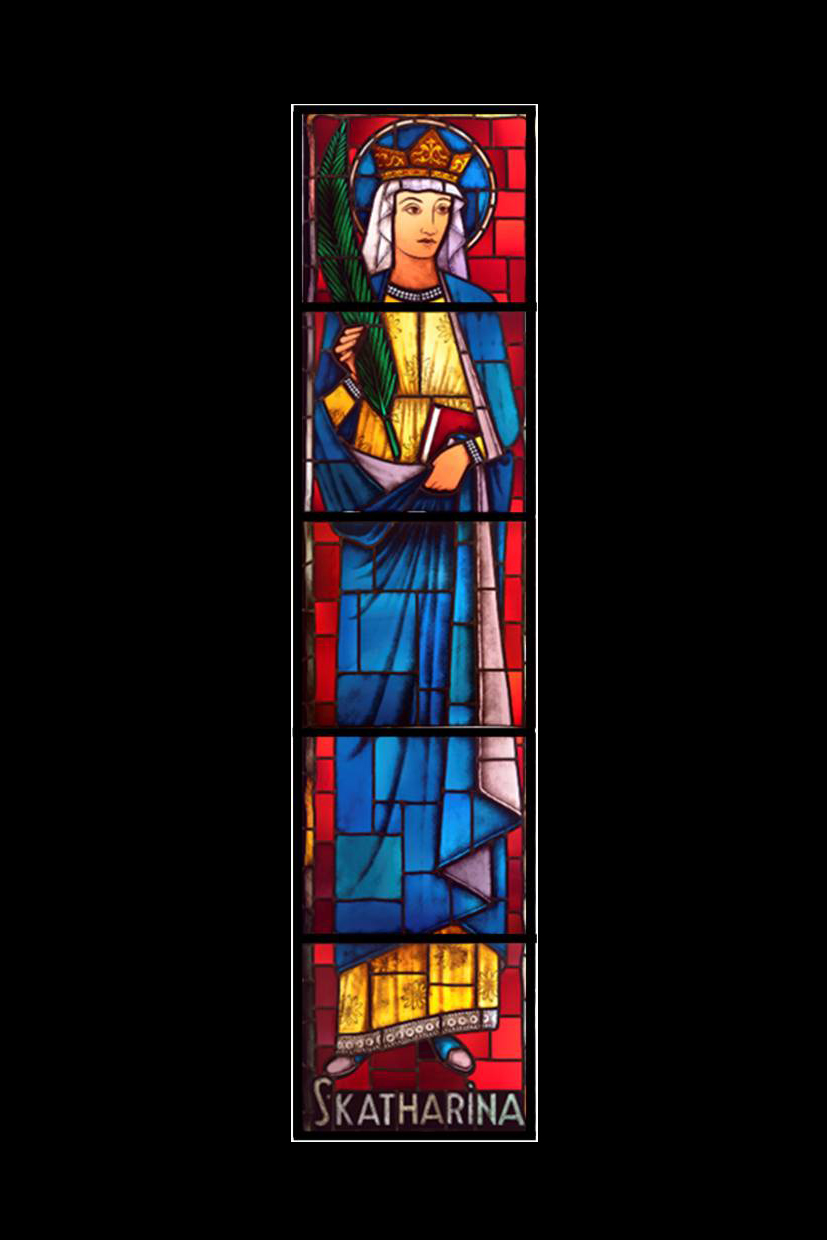
Glasfenster der hl. Katharina

### Glasfenster
Die drei Glasfenster der Kirche wurden vom Zürcher Künstler Franco Giulio Giacomel konzipiert.
Über der Eingangstür befindet sich das Westfenster, welches die Kirchenpatronin, die hl. Katharina von Siena, zwischen ihren Mitschwestern zeigt. Sie kniet als einzige, und nur ihr ist ein Heiligenschein beigegeben. Die hl. Katharina ist Teil der Gemeinschaft und lädt mit ihrer knienden Haltung zum Beten und zur Andacht ein.
Das Chorfenster thematisiert das Mysterium des Lammes, wie es in den mystischen Schriften der hl. Katharina von Siena erwähnt wird. Sie spricht vom süssen Lamm und vom süssen Blut des Lammes. Gezeigt wird auf dem Kirchenfenster die Abstraktion des geopferten Lammes als Leib Christi, «dessen Seite, von der Lanze geöffnet, die Mitte des Lebens darstellt: Liebe, Leben und Tod».
Das dritte Glasfenster befindet sich in der Werktagskapelle und zeigt die Schöpfungsgeschichte in abstrakter Weise. Die Farben und Formen können von links nach rechts gelesen werden, wodurch sich eine Steigerung der Formen und Farben ergibt.
Im Eingangsbereich der Kirche befindet sich seit 2016 ein Glasfenster aus der ersten Kirche Hl. Geist in Zürich-Höngg. Das Glasfenster stammt aus dem Jahr 1940 und war nach dem Rückbau der Kirche 1971 in Privatbesitz. Anlässlich des 25-Jahr-Jubiläums der Kirche St. Katharina wurde das Fenster angekauft. Es zeigt die hl. Katharina mit Krone und Palmzweig.

### Orgel

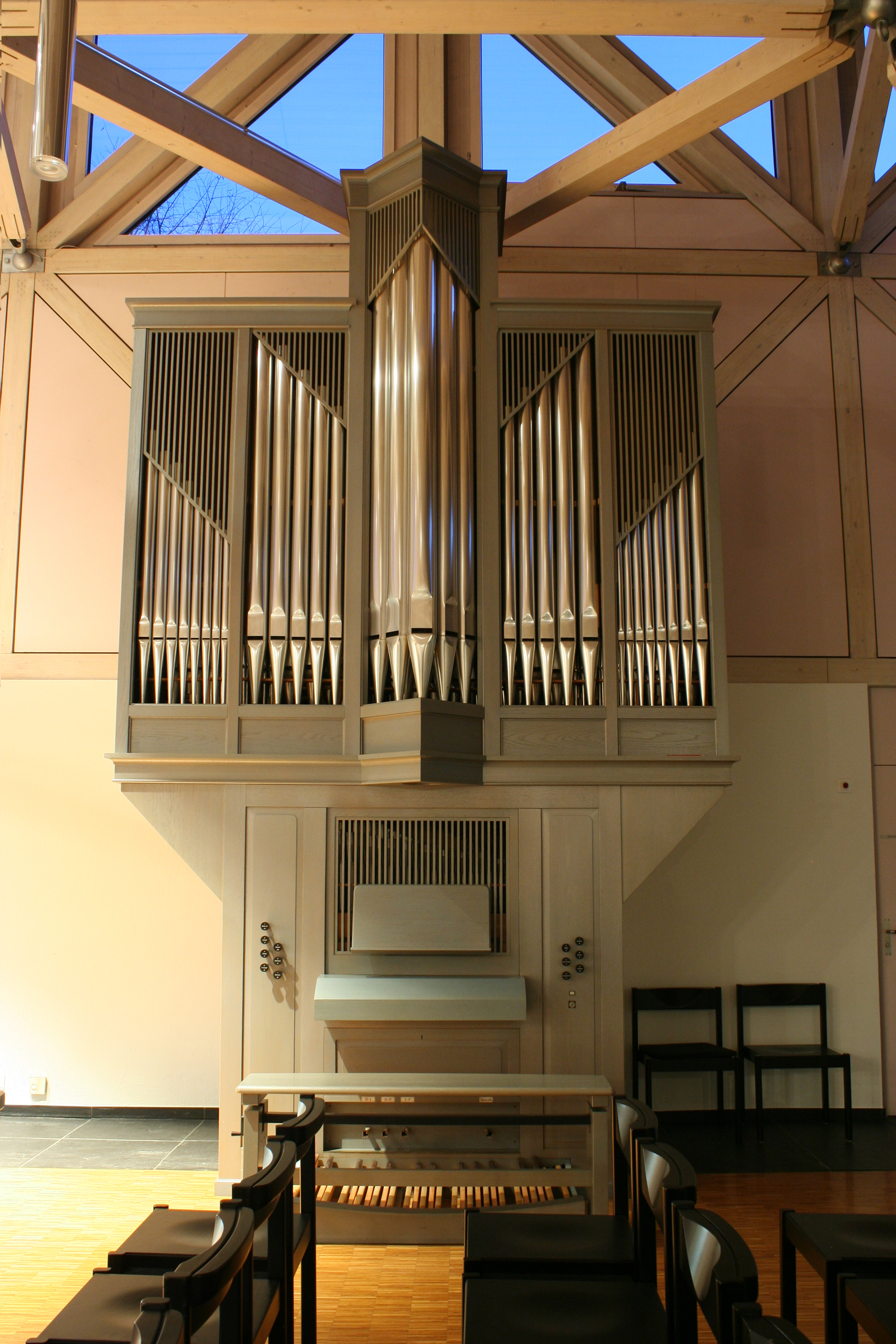
Die Kuhn-Orgel

In den ersten Jahren nach dem Bau der Kirche befand sich auf der Empore eine elektronische Orgel. Da dieses Instrument musikalisch jedoch wenig überzeugte, begann die Suche nach einer hochwertigen Pfeifenorgel.
Die heutige Orgel ist ein Instrument, das die Orgelbaufirma Kuhn im Jahr 1981 für die Kirchgemeinde der Stadtkirche Winterthur erbaut hatte. Diese Orgel war für den Unterricht der Orgelschüler des Konservatoriums Winterthur gefertigt worden, die während der Sanierung der Kirche ins Kirchgemeindehaus übersiedeln mussten und für den Unterricht ein adäquates Instrument benötigten. Auch für die Gottesdienste, die während der Kirchensanierung im Gemeindehaus stattfanden, fand die Orgel Verwendung. Nach dem Abschluss der Renovationsarbeiten wurde die Orgel von der Firma Kuhn von der Kirchgemeinde zurückgenommen und diente in der Folgezeit als Übungsinstrument für die Angestellten der Firma. Im Jahr 2000 erwarb die Kirchgemeinde Dübendorf das Instrument für die Kirche St. Katharina Fällanden. Die Orgel wurde vor dem Einbau durch Orgelbau Kuhn an die architektonischen und farblichen Gegebenheiten der Kirche angepasst. Sie verfügt über elf Register, die auf zwei Manuale und Pedal verteilt sind.
| I Hauptwerk C–g3 |       |
| Bourdon          | 16′   |
| Principal        | 8′    |
| Rohrflöte        | 8′    |
| Oktave           | 4′    |
| Nazard           | 2 ⁄3′ |
| Oktave           | 2′    |
| Mixtur IV        | 1 ⁄3′ |

| II Brustwerk C–g3 |    |
| Holzgedackt       | 8′ |
| Gedacktflöte      | 4′ |
| Regal             | 8′ |
| Tremulant         |    |

| Pedal C–f1                     |     |
| Subbass (= Bourdon 16′ aus HW) | 16′ |
| Oktave (= Principal 8′ aus HW) | 8′  |
| Posaune                        | 8′  |

- Koppeln: II/I, I/P, II/P

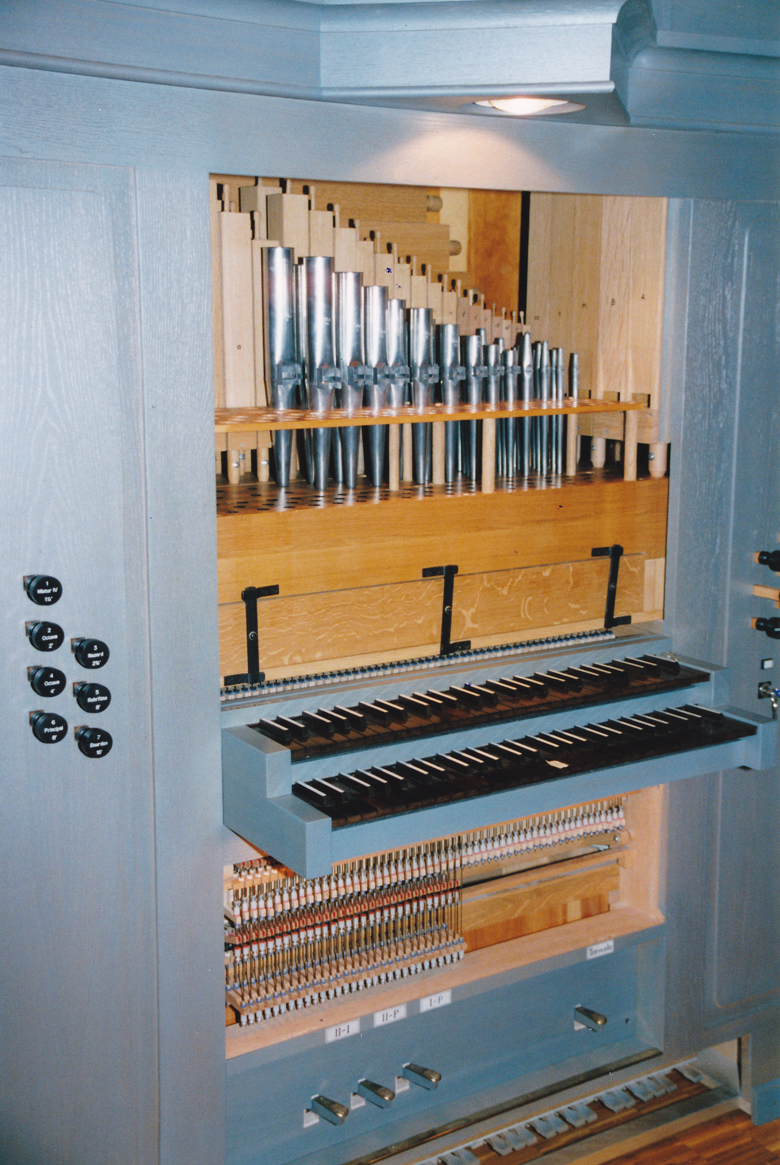
Aufbau der Orgel
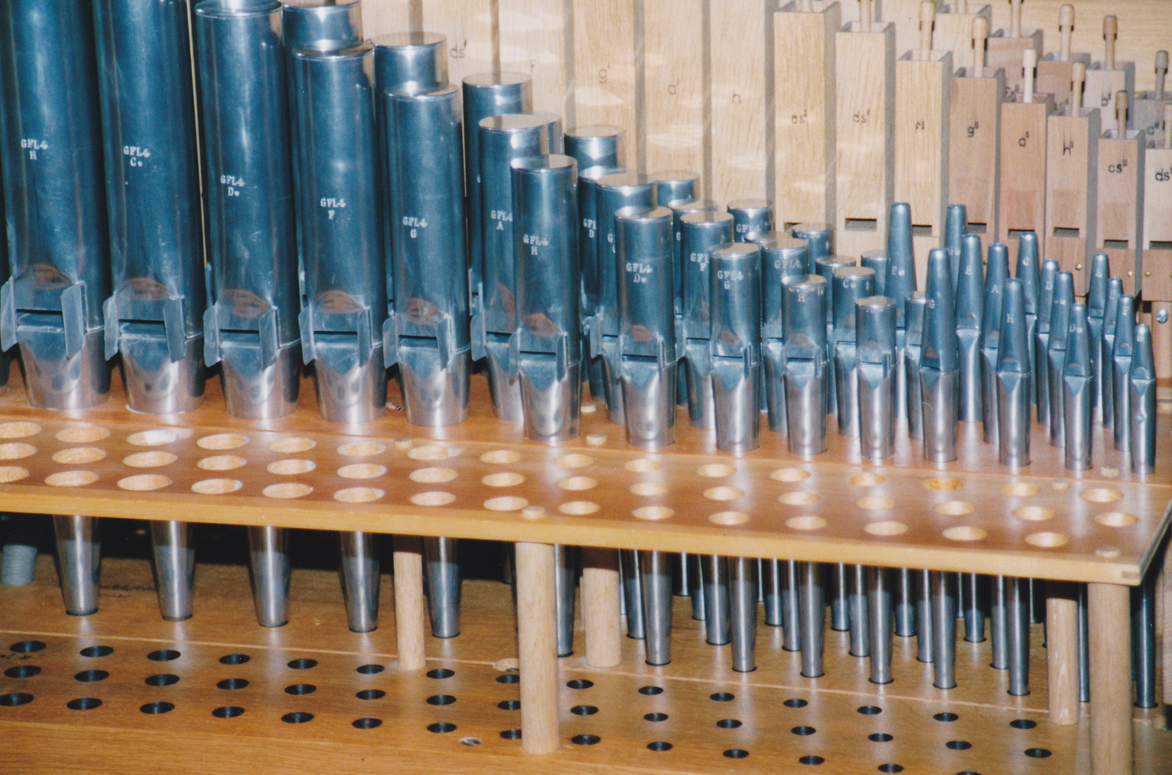
Einbau der Orgelpfeifen